# Europa

Europa

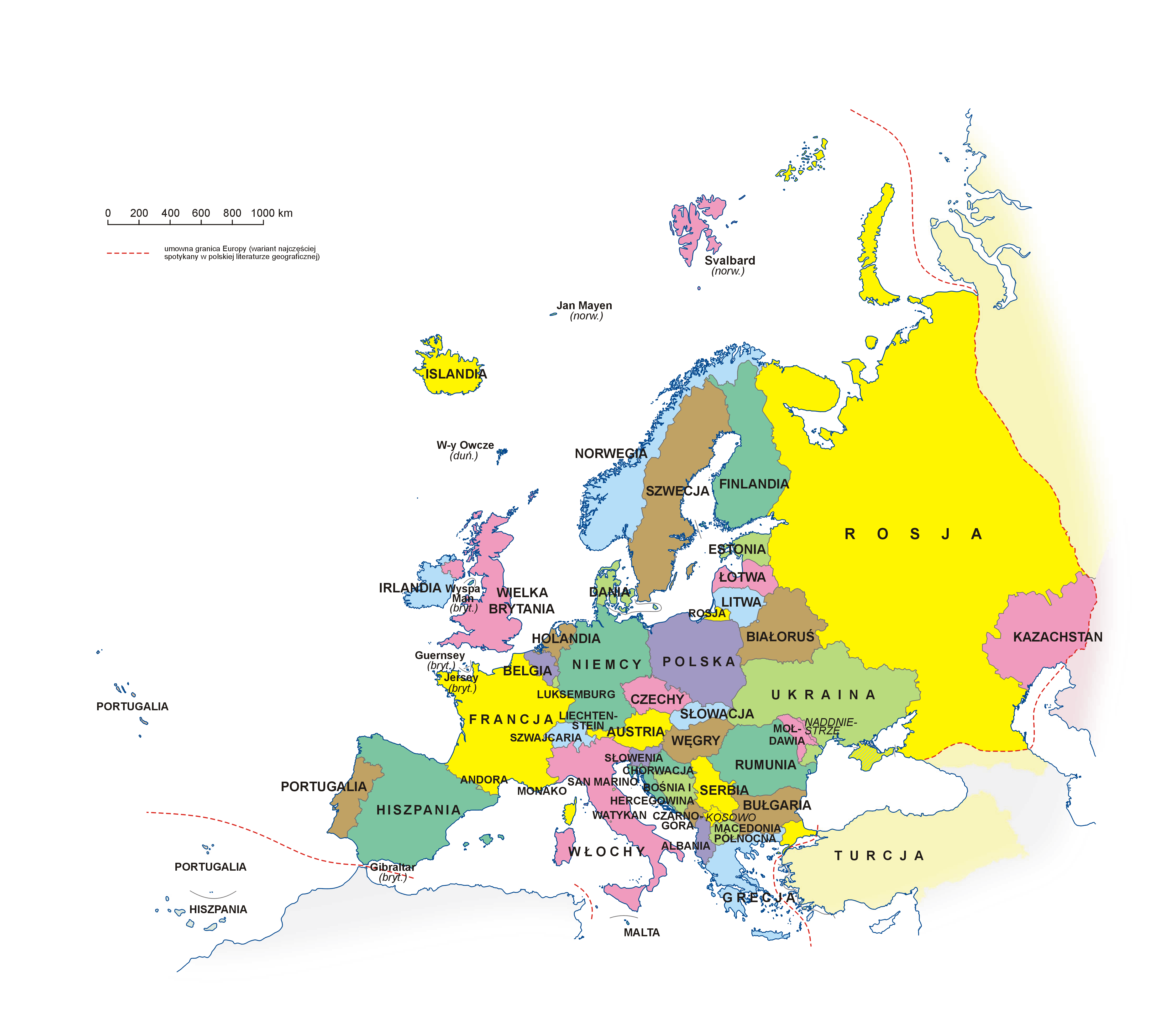
Mapa polityczna Europy

Europa – część świata leżąca na półkuli północnej, na pograniczu półkuli wschodniej i zachodniej. Jest uznawana za kontynent albo za część świata tworzącą wraz z Azją kontynent Eurazję.

## Nazwa
Nazwa Europy wywodzi się z greckiego słowa Εὐρώπη (Europe) i zwykle poprzez łacińską formę Europa weszło do niemal wszystkich języków świata. Etymologia samego terminu Εὐρώπη jest niejasna: być może pochodzi ono od εὐρωπός (europos) – „łagodnie wznoszący się”, albo od asyryjskiego ereb, „zachód”. Inne teorie wywodzą pochodzenia nazwy od semickiego słowa oznaczającego „ciemny”. Używane jest też określenie Stary Kontynent.

## Granice Europy
Przebieg umownej granicy Europy z Azją na wschodzie i południowym wschodzie wzbudza kontrowersje. Kwestia ta jest różnie rozstrzygana w nauce poszczególnych krajów, a najwięcej rozbieżności w tej sprawie występuje w nauce anglosaskiej.
Zwykle przyjmuje się, że Europa rozciąga się od Oceanu Atlantyckiego na zachodzie do gór Ural na wschodzie oraz od Oceanu Arktycznego na północy do Morza Śródziemnego, Morza Czarnego i gór Kaukaz na południu (Kaukaz w niektórych interpretacjach jest zaliczany do Europy, a w niektórych nie).

## Dane geograficzne
Europa leży w całości na półkuli północnej, na pograniczu półkuli wschodniej i zachodniej. Od północy kontynent ten oblewany jest przez Ocean Arktyczny, od zachodu przez Ocean Atlantycki, a od południa przez będące częściami Atlantyku Morze Śródziemne i Morze Czarne. Europę od Azji oprócz granicy lądowej oddzielają również cieśniny Bosfor i Dardanele, od Afryki cieśniny Gibraltarska i Sycylijska, natomiast od Ameryki Północnej Cieśnina Duńska pomiędzy Grenlandią a Islandią.
Powierzchnia Europy: to 10,2 mln km² – 10,5 mln km² (z czego prawie 4 mln km² zajmuje europejska części Rosji). Stanowi to ok. 2% całej powierzchni kuli ziemskiej (ok. 7,5% powierzchni lądów) i Europa jako część świata jest większa tylko od Australii. Europa stanowi 1/5 Eurazji i jako jej największy półwysep jest najbardziej wysunięta na zachód.
Rozciągłość równoleżnikowa: 5,6 tys. km (79°)
Rozciągłość południkowa: 4,2 tys. km (35°)
Długość wybrzeży: 38 tys. km
Średnia wysokość terenu: 292 m n.p.m.
Najdalej wysunięte punkty Europy (wliczając należące do niej wyspy):
- na północ – Rosja (Wyspa Rudolfa w archipelagu Ziemia Franciszka Józefa)
- na południe – Grecja (Wyspa Gavdos koło Krety)
- na wschód – Rosja (Przylądek Flissingski na Nowej Ziemi)
- na zachód – Portugalia (skały w pobliżu wyspy Flores na Azorach)

Najdalej wysunięte punkty kontynentalnej Europy:
- na północ – Norwegia (przylądek Nordkinn)(ze względu na drogowe połączenie przez Tunel Nordkapp uznawany bywa także przylądek Knivskjellodden)
- na południe – Hiszpania (przylądek Marroquí)
- na wschód – Rosja (ujście rzeki Bajdaraty do Morza Karskiego)
- na zachód – Portugalia (przylądek Roca)

### Linia brzegowa
Europa jest najbardziej rozczłonkowaną częścią świata, o silnie rozbudowanej linii brzegowej, której długość wynosi ok. 38 tys. km (bez linii brzegowej wysp).

Około 25% powierzchni kontynentu stanowią półwyspy, spośród których największymi są: 

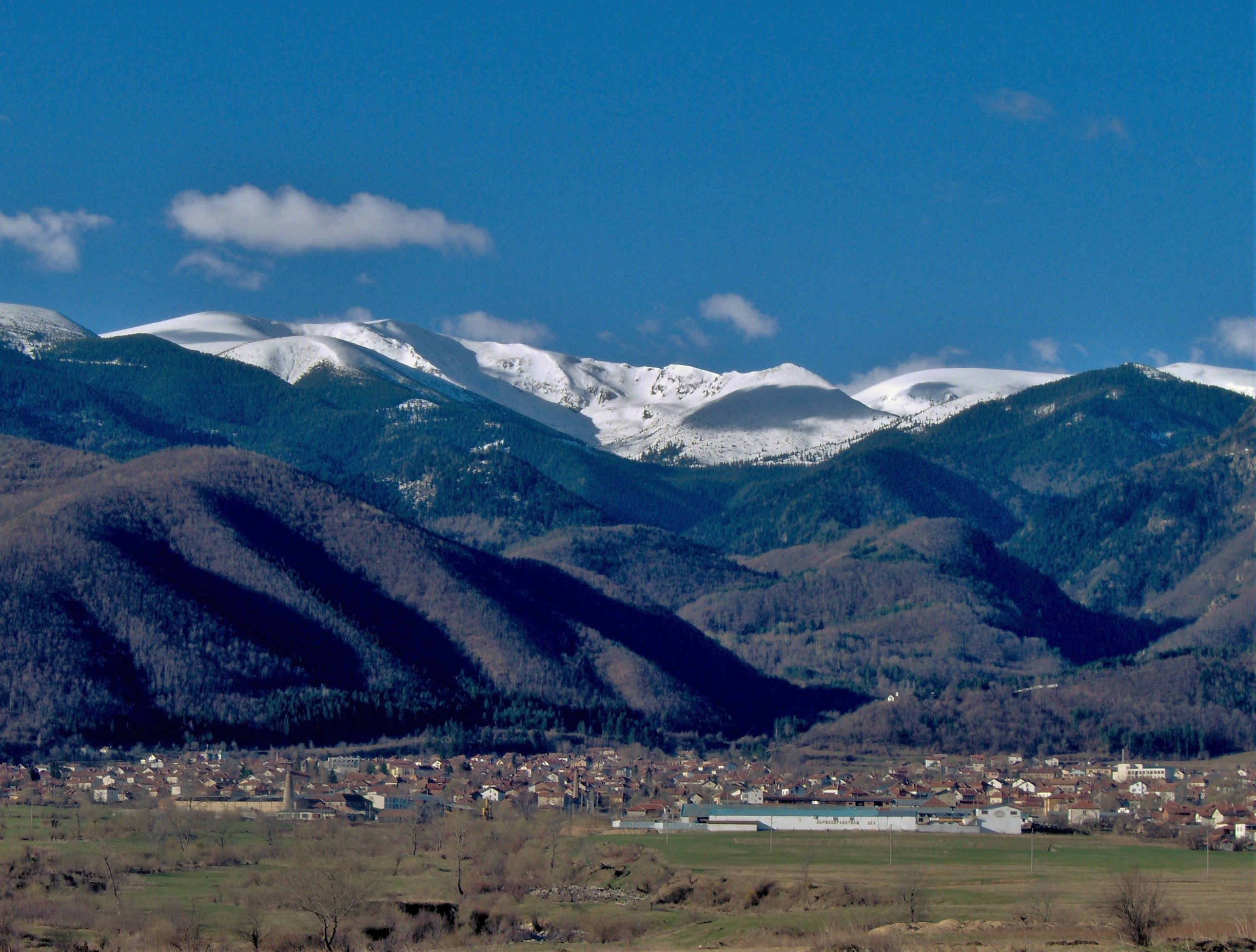
Riła – pasmo górskie w południowo-zachodniej Bułgarii

1. Półwysep Skandynawski (800 tys. km²)
2. Półwysep Iberyjski (580 tys. km²)
3. Półwysep Bałkański (470 tys. km²)
4. Półwysep Apeniński (150 tys. km²)
5. Półwysep Kolski (120 tys. km²)
6. Półwysep Krymski (25 tys. km²)
7. Półwysep Jutlandzki (24 tys. km²)
8. Półwysep Bretoński (24 tys. km²)

(podana powierzchnia półwyspów ma charakter przybliżony)
Wyspy stanowią blisko 7,5% powierzchni Europy, a największe z nich to:
1. Wielka Brytania (218 476 km²)
2. Islandia (103 125 km², geologicznie nie jest częścią Europy)
3. Irlandia (84 406 km²)Irlandia

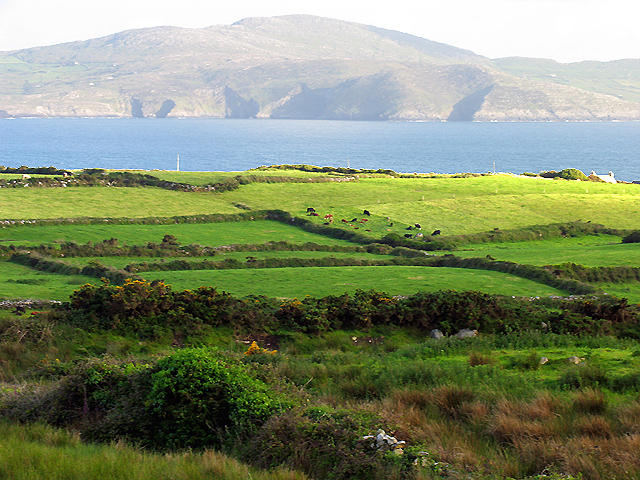
Irlandia

4. Wyspa Północna Nowej Ziemi (48 904 km²)
5. Spitsbergen (37 673 km²)
6. Wyspa Południowa Nowej Ziemi (33 275 km²)
7. Sycylia (25 710 km²)
8. Sardynia (24 090 km²)
9. Ziemia Franciszka Józefa (cały archipelag – 16 134 km²)
10. Ziemia Północno-Wschodnia (14 443 km²)
11. Korsyka (8 680 km²)
12. Kreta (8 366 km²)

#### Akweny otaczające Europę
Europę z racji jej półwyspowego charakteru otacza wiele mórz i zatok, stanowiących części Oceanu Atlantyckiego i Oceanu Arktycznego.
- Morze Karskie
- Morze Peczorskie[14]
- Morze Barentsa
- Morze Białe
- Morze Norweskie
- Morze Szkockie
- Morze Hebrydzkie
- Morze Północne
- Morze Irlandzkie
- Morze Celtyckie
- Zatoka Biskajska
- Zatoka Kadyksu
- Morze Bałtyckie
  - Zatoka Botnicka
  - Zatoka Fińska
  - Zatoka Ryska
- Morze Śródziemne, z którego wydziela się kilka mniejszych mórz i zatok[15]:
  - Zatoka Lwia
  - Morze Tyrreńskie
  - Morze Adriatyckie
  - Zatoka Tarencka
  - Morze Jońskie
  - Morze Alborańskie
  - Morze Balearskie
  - Morze Egejskie
  - Morze Liguryjskie
  - Morze Libijskie
  - Morze Kreteńskie
  - Morze Trackie
  - Morze Lewantyńskie
  - Morze Marmara
- Morze Czarne, w tym:
  - Morze Azowskie

#### Typy wybrzeży europejskich
Wybrzeże kontynentu ma zróżnicowany charakter. Nabrzeżne tereny Europy prezentują praktycznie każdy ze sklasyfikowanych typów wybrzeża. Na północy występują głównie wybrzeża fiordowe (zachodnie wybrzeże Półwyspu Skandynawskiego) i wybrzeża szkierowe (w Finlandii i Szwecji), często też wybrzeża akumulacyjne (Holandia, Niemcy, Dania). W południowej części Europy najczęstsze są wybrzeża typu dalmatyńskiego, a w zachodniej i południowo-zachodniej – riasowego. Nad Morzem Czarnym spotykany jest typ wybrzeża określany jako wybrzeże limanowe. Poza tym spotkać można także wybrzeża klifowe (m.in. na Bałtyku) i ferdowe.

### Ukształtowanie powierzchni
Powierzchnia Europy jest w przeważającej części nizinna. Najniższym punktem Europy jest depresja na Nizinie Nadkaspijskiej (28 m p.p.m.). Około 74% powierzchni Europy położone jest na wysokości mniejszej niż 300 m n.p.m., blisko 1/5 obszaru ma wysokość 300–1000 m n.p.m., a jedynie 6% obszaru kontynentu leży na wysokości wyższej niż 1000 m n.p.m. Najwyższym szczytem Europy jest Mont Blanc o wysokości 4811 m n.p.m. (jeśli jednak do Europy wliczony zostanie Kaukaz, to jej najwyższym szczytem jest Elbrus, 5642 m n.p.m.).

#### Niziny
Wzdłuż atlantyckiego wybrzeża Europy, od zachodniej Francji, przez Belgię, Holandię aż do Niemiec ciągnie się pas nizin – Niż Środkowoeuropejski. W Niemczech pas ten rozszerza się znacznie i dalej na wschód obejmuje niemal całą Polskę, a także niemal całą Europę Wschodnią, od północnych krańców kontynentu, po południowe (Niż Wschodnioeuropejski). Poza tym obszarem niziny na kontynencie europejskim znajdują się głównie wśród obszarów górskich (największe z nich to m.in. Nizina Wołoska, Nizina Padańska i Wielka Nizina Węgierska), a także na obszarach przybrzeżnych oraz na znacznej części Wysp Brytyjskich.
Niziny europejskie, jakkolwiek posiadają wspólną cechę w postaci równinnego charakteru posiadają zróżnicowaną rzeźbę terenu. Jest ona związana ze zlodowaceniami plejstoceńskimi, które wielokrotnie obejmowały znaczną część kontynentu. Największym z nich było zlodowacenie skandynawskie, które objęło Wyspy Brytyjskie, Morze Północne, większą część Niemiec, Polskę i Europę Wschodnią aż do Donu. Na obszarze tym występują typowe cechy krajobrazu polodowcowego. Należą do nich moreny denne i czołowe, kemy, ozy, oraz zbiorniki wodne pochodzenia lodowcowego.
Około 143 tys. km² zajmują obszary położone poniżej poziomu morza. Największe depresje znajdują się nad Morzem Kaspijskim (Nizina Nadkaspijska) i w północnej Holandii.

#### Wyżyny i góry

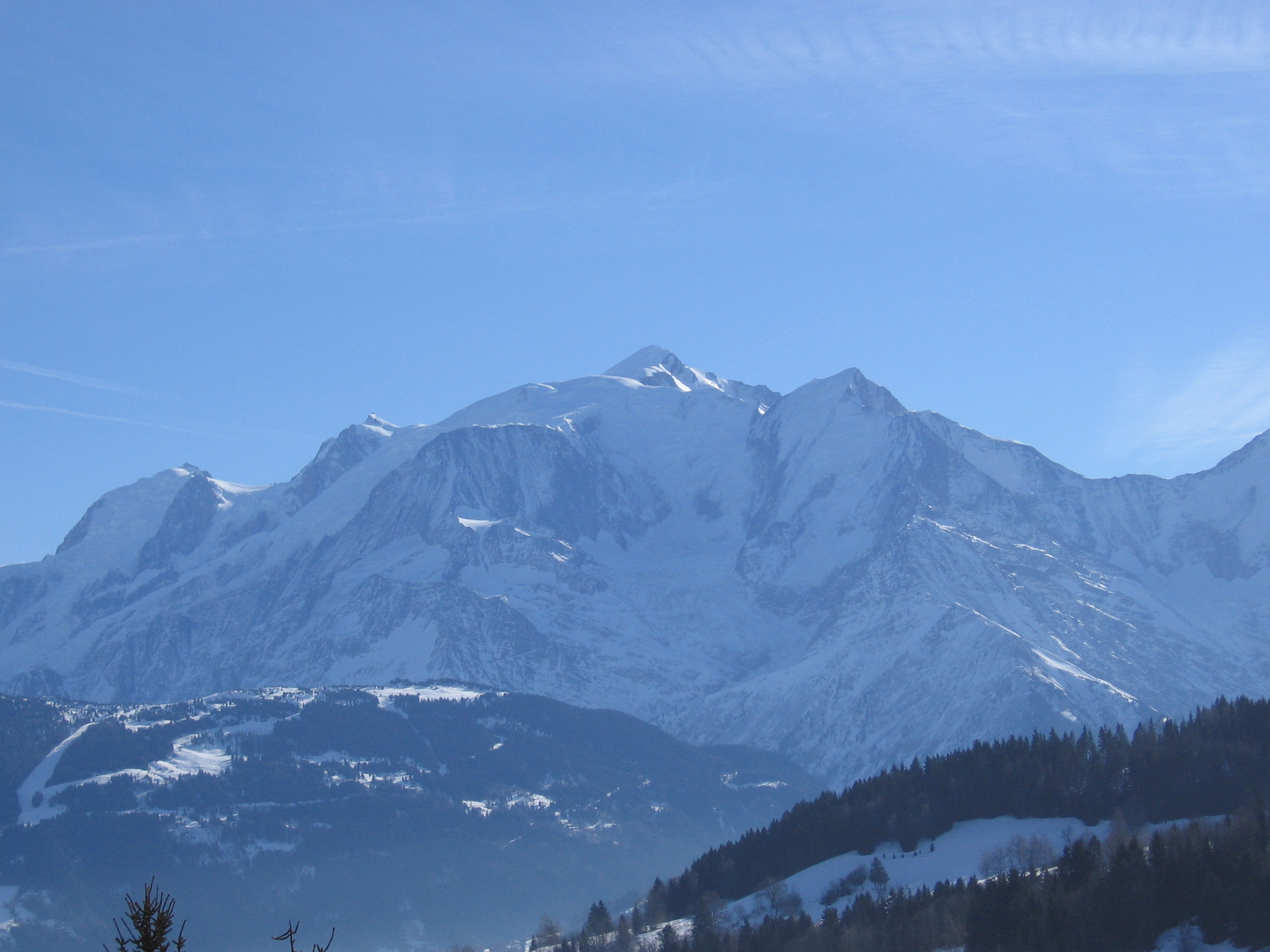
Alpy, na ostatnim planie najwyższy szczyt Europy – Mont Blanc

Obszary górzyste i wyżynne znajdują się na Półwyspie Skandynawskim (Góry Skandynawskie), północnej części Wielkiej Brytanii (Góry Kaledońskie), w Europie zachodniej i środkowej (m.in. Masyw Centralny, Góry Świętokrzyskie, Sudety, Ardeny, Harz i in.), a także na wschodnim skrawku kontynentu (Ural).
Poza tym przez obszar Europy, na południe od pasa nizin, ciągnie się kilka młodych łańcuchów górskich, rozdzielonych zapadliskami tektonicznymi. Należą do nich (od zachodu): Góry Betyckie, Pireneje, Alpy, Apeniny, Karpaty, Góry Dynarskie.

## Budowa geologiczna
W Europie wyróżnia się trzy podstawowe jednostki tektoniczne: prekambryjską platformę wschodnioeuropejską, paleozoiczną platformę Europy zachodniej i środkowej oraz fałdową strukturę alpidów. Platformy prekambryjską i paleozoiczną łączy strefa szwu transeuropejskiego, będąca jeszcze jedną dużą jednostką tektoniczną.
Platforma wschodnioeuropejska obejmuje obszar od Uralu do przebiegającej przez Polskę linii Teisseyere’a-Tornquista. Fundament platformy budują prekambryjskie skały krystaliczne, które odsłaniają się w obrębie tarczy fennoskandzkiej i tarczy ukraińskiej. W pozostałej części platformy krystaliczne podłoże jest przykryte młodszymi osadami o różnej miąższości, które tworzą pokrywę platformową.
Paleozoiczna platforma Europy zachodniej i środkowej obejmuje pasma hercyńskie i reliktowe kaledońskie leżące na zewnątrz alpejskiej strefy fałdowej.
Alpidy tworzą w południowej części Europy rozległy system górski o przebiegu generalnie równoleżnikowym. Alpidy Europy łączą się na zachodzie przez Cieśninę Gibraltarską z górami Rif (Atlas) w północnej Afryce, a na południu i na wschodzie z alpejskimi łańcuchami górskimi Azji, tworząc jeden system orogeniczny.
Do alpidów w Europie zalicza się:
- Góry Betyckie
- Góry Iberyjskie
- Pireneje
- Alpy
- Apeniny
- Góry Dynarskie
- Hellenidy
- Karpaty
- Bałkan
- Góry Krymskie
- Kaukaz

### Wulkanizm

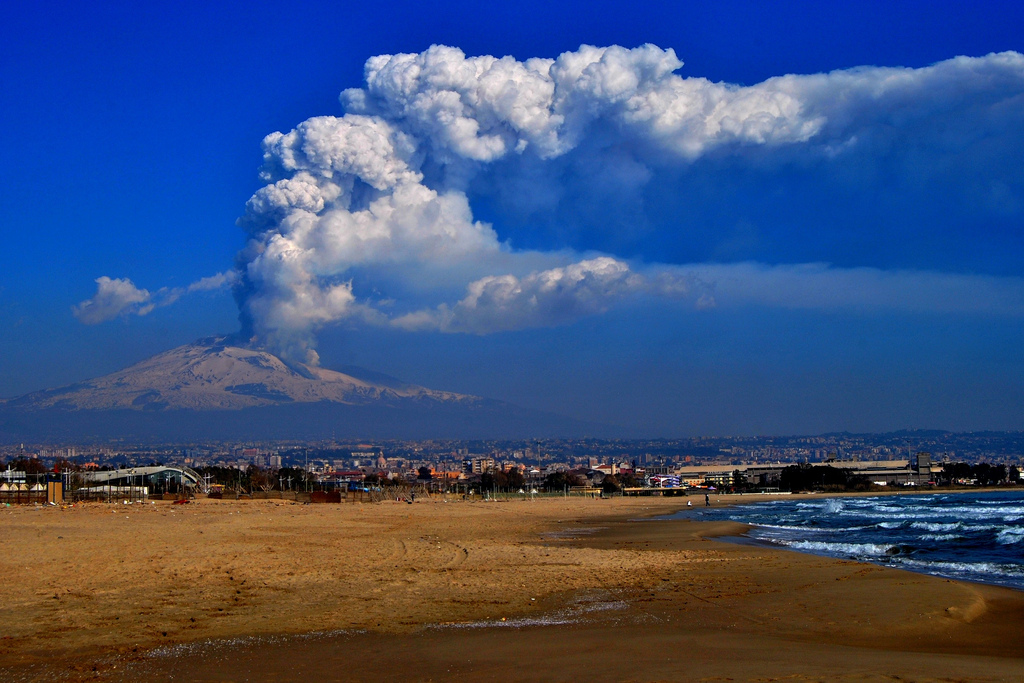
Etna

W minionych epokach geologicznych na terenie kontynentu zachodziły dość intensywne procesy wulkaniczne. Ich pozostałościami są stożki wygasłych wulkanów.
W czasach historycznych zjawiska wulkaniczne występują tylko na niewielkich obszarach Europy, przy czym oprócz Wezuwiusza wszystkie takie obiekty znajdują się na otaczających Europę wyspach, najczęściej oddalonych od głównej części kontynentu.
Wulkany w większej liczbie występują na południu Europy – we Włoszech, zarówno w kontynentalnej części tego kraju (Wezuwiusz), jak i na należących do tego państwa wyspach – Sycylii (Etna) i na Wyspach Liparyjskich, gdzie do niedawna aktywnych było kilka tego typu obiektów (m.in. Vulcano), zaś od początku XX wieku czynny jest jedynie Stromboli (co nie przesądza, iż pozostałe wulkany definitywnie wygasły). W czasach historycznych czynny był także wulkan zlokalizowany na południowo-wschodnim skrawku Europy – na wyspie Thera (Santoryn), którego ostatni wybuch miał miejsce ok. 1600 r. p.n.e.
Aktywne wulkany istnieją na wyspach Oceanu Atlantyckiego, które ze względów politycznych i kulturowych łączone są z Europą, mimo że geologicznie nie są jej częścią (nie leżą w obrębie szelfu kontynentalnego). Największym skupiskiem wulkanów jest Islandia; na niej i otaczających wysepkach znajduje się około 20-35 czynnych wulkanów, często tworzących systemy. Spośród islandzkich wulkanów największymi są Hekla i Laki. Czynne wulkany znajdują się także w portugalskim archipelagu Azorów oraz na należącej do Norwegii arktycznej wyspie Jan Mayen (wulkan Beerenberg).
Wulkany na Wyspach Kanaryjskich nie zaliczają się do wulkanów europejskich, gdyż jakkolwiek archipelag ten politycznie należy do europejskiej Hiszpanii, to jednak geograficznie jest on częścią Afryki.

### Gleby
Ze względu na różnorodność skał, na których wykształciły się gleby oraz zróżnicowanie warunków klimatycznych układ gleb w Europie ma charakter mozaikowy, a jedynie w części wschodniej kontynentu strefowy.
Jako iż gleby formują się w wyniku oddziaływania roślinności i warunków klimatycznych na podłoże skalne, rodzaj gleby występującej na danym terenie zależy od rozkładu stref klimatycznych i występujących w nich formacji roślinnych. W związku z tym w Europie, w strefie klimatów zimnych, gdzie procesy chemiczne przebiegają powoli a powstająca gleba poddawana jest erozji mrozowej profile glebowe są słabo wykształcone, zaś gleby tam występujące należą do gleb tundrowych. W strefie klimatu umiarkowanego chłodnego (od Skandynawii, przez północną część Niziny Wschodnioeuropejskiej, aż do Uralu) przeważają gleby bielicowe i darniowo-bielicowe (te ostatnie występują w części południowej omawianego rejonu).
W południowej części strefy klimatu umiarkowanego w Europie środkowej i wschodniej największą powierzchnię zajmują gleby darniowo-bielicowe. W Europie zachodniej i środkowej, w strefie klimatów umiarkowanych ciepłych (zwłaszcza odmiany morskiej), od Wysp Brytyjskich, przez Francję, południowe Niemcy aż do Rumunii przeważają gleby brunatne i płowe, przy czym na zachodzie, gdzie poziom opadów jest wyższy są to gleby brunatno-bielicowe. W strefie klimatu podzwrotnikowego (na obszarze śródziemnomorskim) najwięcej jest gleb typu brązowego i brunatnego. W południowej części Niziny Wschodnioeuropejskiej, na wschód od Małopolski i Karpat ciągnie się strefa bardzo urodzajnych gleb czarnoziemowych, które stanowią głównie czarnoziemy stepowe, a poza nimi też czarnoziemy leśne. W rejonie Morza Kaspijskiego dominują gleby kasztanowe, zaś na powierzchni ok. 100 tys. km², pomiędzy dolną Wołgą a rzeką Ural, na terenach pustynnych warstwa gleby praktycznie nie występuje.
Niezależnie od stref klimatycznych na terenach górskich występują charakterystyczne dla tego typu obszarów typy gleb, zaś wzdłuż biegów dużych rzek (m.in. dolnej Wołgi, Rodanu, środkowego Dunaju) oraz w Holandii występują mady i marsze. Na terenach o nadmiernej wilgotności leżących w strefie klimatu umiarkowanego powstają gleby torfowe

## Klimat
Klimat w Europie jest znacznie łagodniejszy niż klimaty innych obszarów położonych na tej samej szerokości geograficznej. Różnica ta zauważalna jest zwłaszcza zimą, w zachodniej i północnej części kontynentu. Główną przyczyną tego zjawiska jest ciepły prąd morski – Golfstrom (Prąd Zatokowy), opływający Europę od zachodu. Dzięki niemu na norweskich Lofotach istnieje anomalia termiczna.
Drugą przyczyną łagodnego klimatu jest przewaga wiatrów zachodnich, co w połączeniu z niemal równoleżnikowym układem najważniejszych łańcuchów górskich, powoduje, iż ciepłe masy powietrza znad Oceanu Atlantyckiego docierają głęboko na wschód kontynentu.

### Strefy klimatyczne
Niemal cała Europa znajduje się w strefie klimatów umiarkowanych. W północno-wschodniej części kontynentu ma on charakter chłodny, zaś w pozostałej – ciepły (morski, kontynentalny i przejściowy). Południowe skrawki Europy (półwyspy: Iberyjski, Apeniński i Bałkański oraz wyspy Morza Śródziemnego) znajdują się w strefie klimatów podzwrotnikowych (morskich, a w Bułgarii i środkowej Hiszpanii – kontynentalnych). Od klimatów umiarkowanych oddzielają je pasma górskie: Pireneje, Alpy i Bałkan.
W północnych krańcach Europy (północna Islandia, Svalbard i północno-zachodnia Rosja) panuje klimat okołobiegunowy (subpolarny).
Niezależnie od położenia wysokie oraz średnie góry posiadają własne, odmienne od nizinnych typy klimatyczne, zaliczane do klimatów górskich.

### Temperatura
| Temperatura i opady w wybranych miastach europejskich:                                                                                        |
| --- |
| Tirana |
| Dublin |
| Moskwa |
| Czerwonym słupkom pokazującym temperaturę, odpowiada skala po lewej stronie, niebieskim – pokazującym poziom opadów – skala po prawej stronie |

Temperatura na kontynencie europejskim w okresie zimowym spada w miarę posuwania się na wschód. Zimą najcieplejszymi obszarami są krańce południowe i południowo-zachodnie kontynentu. W styczniu średnia temperatura na tych terenach to ok. +10 °C – +12 °C, np. w Lizbonie średnia wieloletnia to +11 °C, a w Gibraltarze – +13 °C. Najchłodniejszymi terenami są obszary na północnym wschodzie, gdzie średnia temperatura to poniżej –15 °C, zaś na samym skraju kontynentu, na Nowej Ziemi, spada poniżej –20 °C.
W okresie letnim największe różnice temperatur zaznaczają się pomiędzy północą a południem kontynentu. Najwyższą w Europie temperaturę zanotowano w Sewilli i było to +50 °C, natomiast najniższą 31 grudnia 1978 r. w rosyjskim Ust–Czugor i wynosiła ona –58,1 °C.
Roczne wahania temperatur największe są na wschodzie Europy. W środkowej części europejskiej Rosji różnice skrajnych temperatur w ciągu roku przekraczać mogą 70 °C (w Twerze najwyższa zanotowana temperatura to +37 °C, zaś najniższa –50 °C). Najmniejsze wahania temperatur występują na krańcach północno-zachodnich i średnio wynoszą kilkanaście, do nieco ponad 20 stopni.
Długość okresu bezprzymrozkowego jest różna w różnych częściach kontynentu. Na krańcach północno-wschodnich (północny Ural, część Nowej Ziemi) oraz w Górach Skandynawskich i środkowej Islandii wynosi poniżej 2 miesięcy, na większości obszaru Europy środkowej i wschodniej jest to 120–180 dni, w Europie zachodniej (poza obszarami górskimi) – 180–240 dni, zaś na wyspach i położonych na południu wybrzeżach Morza Śródziemnego oraz w południowo-zachodniej części Półwyspu Iberyjskiego przymrozki pojawiają się sporadycznie (nie w każdym roku).

### Opady
Poziom opadów w Europie jest różny. Na znacznej część kontynentu rocznie notuje się 500–800 mm opadów. Wielkość ta ma znacznie wyższą wartość na terenach górskich (zwłaszcza po zachodniej stronie stoków), gdzie przekracza ona 2000 mm na rok (w czarnogórskiej osadzie Crkvice, w Górach Dynarskich, nad Zatoką Kotorską jest to ponad 5300 mm). Duże nasilenie opadów występuje też na wybrzeżach. Najmniej opadów (poniżej 500 mm) występuje na krańcach północno- i południowo-wschodnich, zaś na wybrzeżu Morza Kaspijskiego jest nawet mniej niż 250 mm.
Na większości obszaru Europy opady występują w ciągu całego roku, głównie jednak w półroczu ciepłym (zwłaszcza czerwcu, lipcu i sierpniu). Na terenie Wysp Brytyjskich, zachodniej części Półwyspu Skandynawskiego, na Islandii oraz większości obszaru Francji opady także występują w ciągu całego roku, jednak największe ich nasilenie przypada na półrocze chłodne. W Europie południowej (głównie na obszarach pokrywających się z zasięgiem klimatu podzwrotnikowego) deszcz, rzadziej śnieg pada niemal wyłącznie w porze chłodnej.

## Wody
Około 66% powierzchni Europy należy do zlewiska Oceanu Atlantyckiego, 16% do zlewiska Oceanu Arktycznego, a wody z pozostałej części kontynentu spływają do zbiorników wewnątrzkontynentalnych, spośród których największym jest Morze Kaspijskie.

### Rzeki

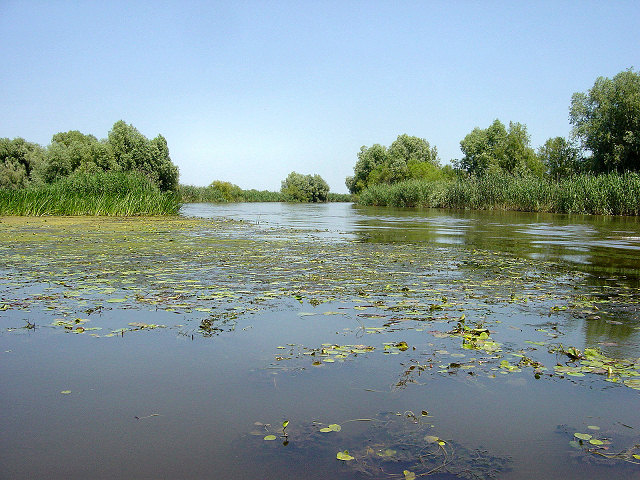
Ujście Wołgi, najdłuższej rzeki Europy

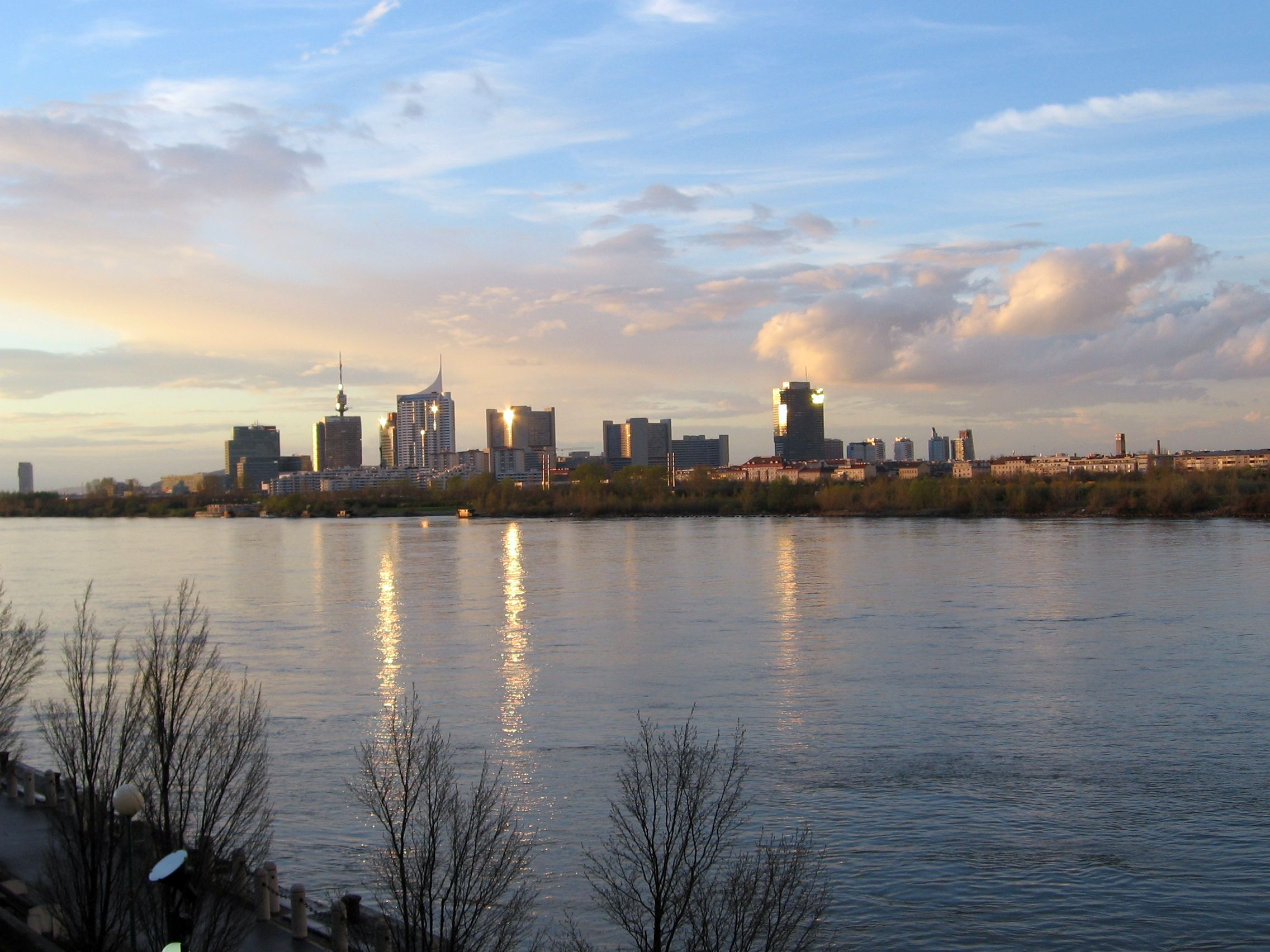
Dunaj

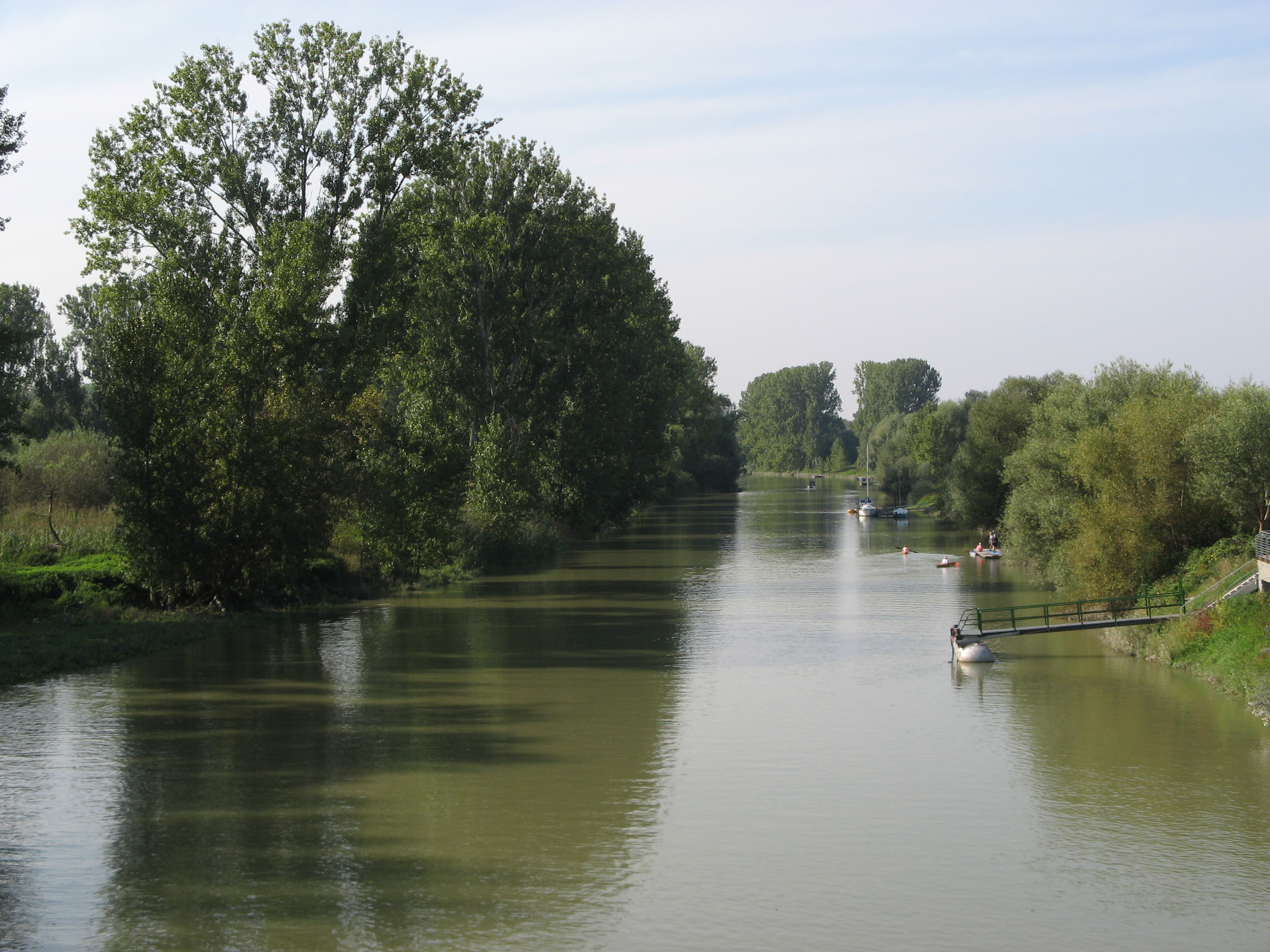
Ren

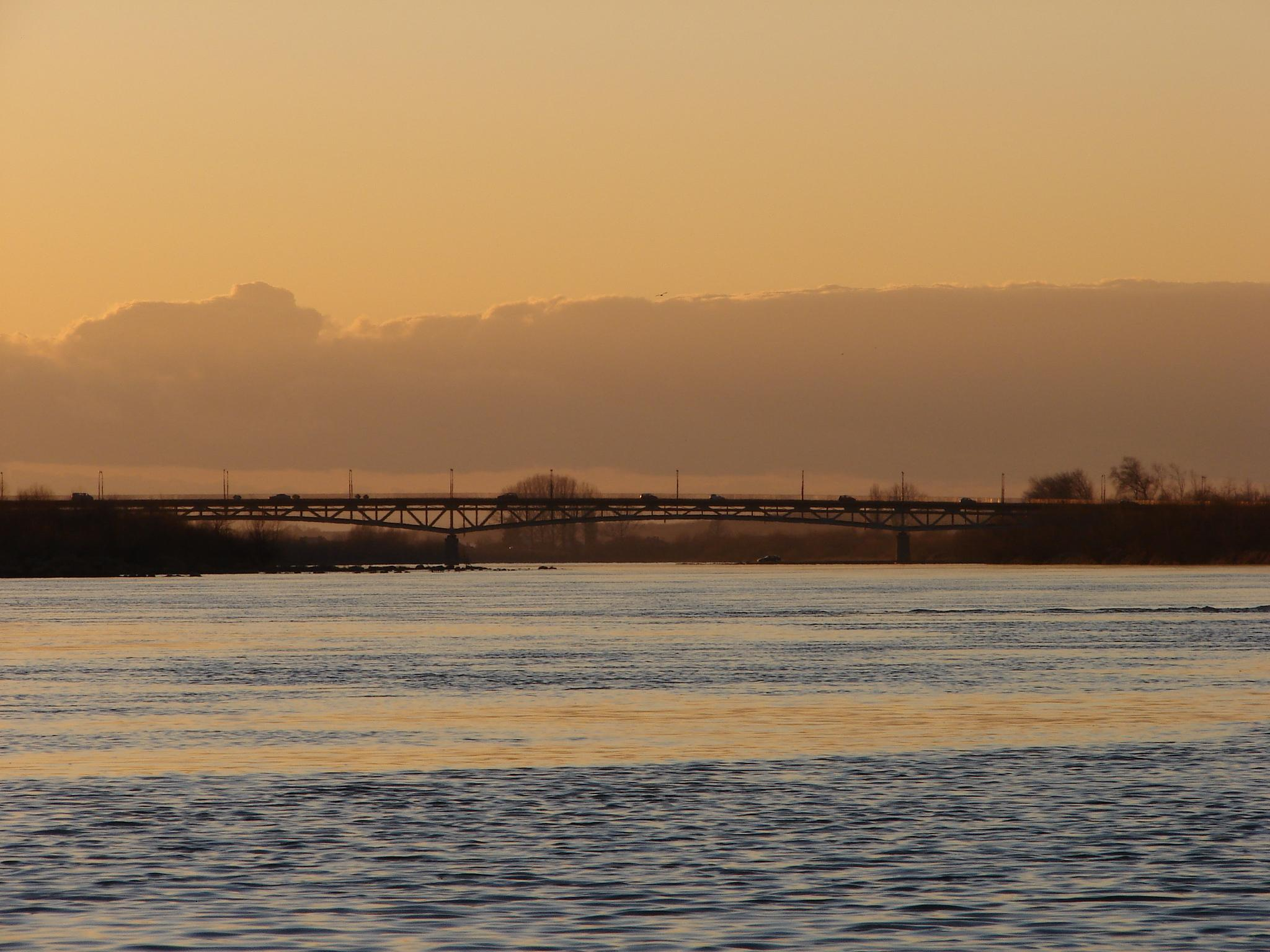
Wisła w okolicach Sandomierza

W Europie znajdują się liczne rzeki, jednak z powodu silnie rozwiniętej linii brzegowej kontynentu i związanej z tym niewielkiej odległości do morza europejskie rzeki nie należą do najdłuższych na świecie. Najdłuższa rzeka Europy – Wołga zajmuje dopiero 15. miejsce pod względem długości wśród rzek świata. Rocznie rzeki Europy odprowadzają do oceanów 2500 km³ wody.
Zasadniczo w Europie istnieje kilka typów rzek:
- Typ wschodnioeuropejski – rzeki na terenach nizinnych, zasilane głównie przez roztopy i wiosenne opady, stąd najwyższe stany wód przypadają na wiosnę, a najniższe – latem i zimą, zlodowacone przez kilka miesięcy w roku. Należą tu m.in. Wołga, Dniepr, Don i Dwina.
- Typ północnoeuropejski – rzeki o niewielkich rocznych wahaniach wodostanu, który jest wyrównywany przez jeziora, przez które przepływają te cieki wodne. Zimą dość długo zlodowacone. Często wykorzystywane w hydroenergetyce. Należą tu m.in. Glomma i Torne.
- Typ atlantycki – rzeki o zasilaniu opadowym, wysokim i wyrównanym wodostanie, nie zamarzające zimą (np. Sekwana i Tamiza).
- Typ alpejski – rzeki tego typu w swym górnym biegu zasilane są wodą z topniejących lodowców i śniegów (stąd na tych odcinkach wysokie stany wód występują późną wiosną i latem), zaś w dolnym odcinku zasilane głównie dopływami; poziom wody w tej części rzeki zależy od ilości opadów i wysokości temperatur (parowanie). Rzekami tego typu są m.in. Ren, Rodan i Pad.
- Typ śródziemnomorski – rzeki o zasilaniu głównie opadowym, cechują się bardzo wyraźnymi różnicami w poziomie wody w okresie zimowym (gdy przypada maksimum) i letnim. Należą do nich m.in. Gwadalkiwir, Gwadiana i Tag.

Do najdłuższych rzeki Europy należą Wołga (3531 km), Dunaj (2888 km), Ural (2428 km), Dniepr (2285 km), Don (1870 km), Peczora (1809 km), Dniestr (1352 km), Ren (1320 km), Łaba (1091 km) i Wisła (1047 km). Do rzek o największej powierzchni dorzecza Wołga (1,38 mln km²), Dunaj (817 tys. km²), Dniepr (516,3 tys. km²) i Don (425,6 tys. km²).
Najdłuższe rzeki Europy
1. Wołga (3531 km)
2. Dunaj (2888 km)
3. Ural (2428 km)
4. Dniepr (2285 km)
5. Don (1870 km)
6. Peczora (1809 km)
7. Kama (1805 km)
8. Oka (1500 km)
9. Bieła (1430 km)
10. Dniestr (1352 km)
11. Ren (1320 km)
12. Wiatka (1314 km)
13. Desna (1130 km)
14. Łaba (1091 km)
15. Doniec (1053 km)
16. Wisła (1047 km)
17. Dźwina (1020 km)
18. Loara (1020 km)
19. Chopior (1010 km)
20. Tag (1007 km)
21. Prut (953 km)
22. Sawa (940 km)
23. Duero (938 km)
24. Niemen (937 km)
25. Moza (925 km)
26. Ebro (910 km)
27. Odra (854 km)

Według powierzchni dorzecza
1. Wołga (1,38 mln km²)
2. Dunaj (817 tys.km²)
3. Dniepr (516,3 tys. km²)
4. Kama (507 tys. km²)
5. Don (425,6 tys. km²)

### Jeziora

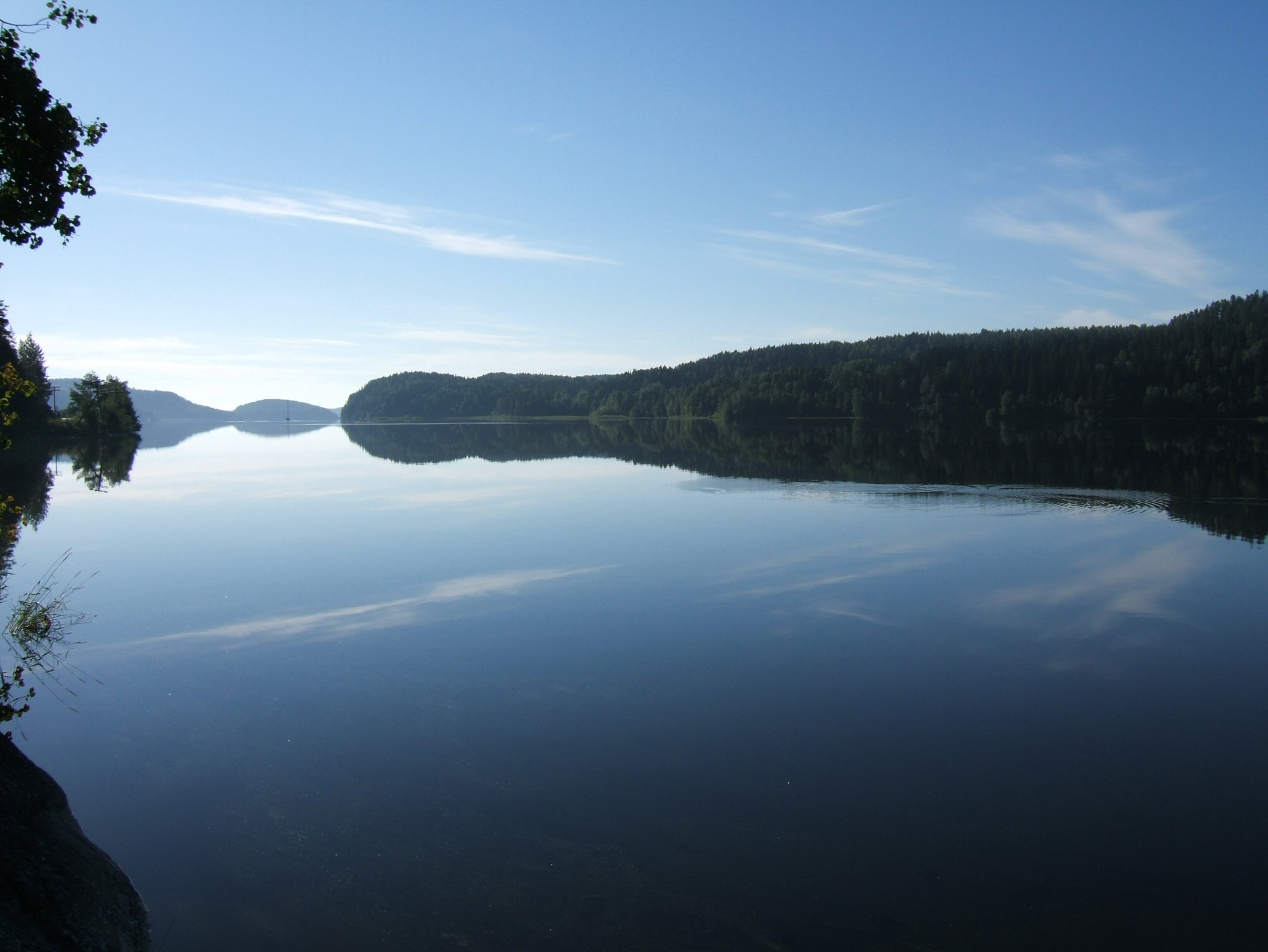
Wybrzeże jeziora Ładoga w okolicach miasta Sortawała

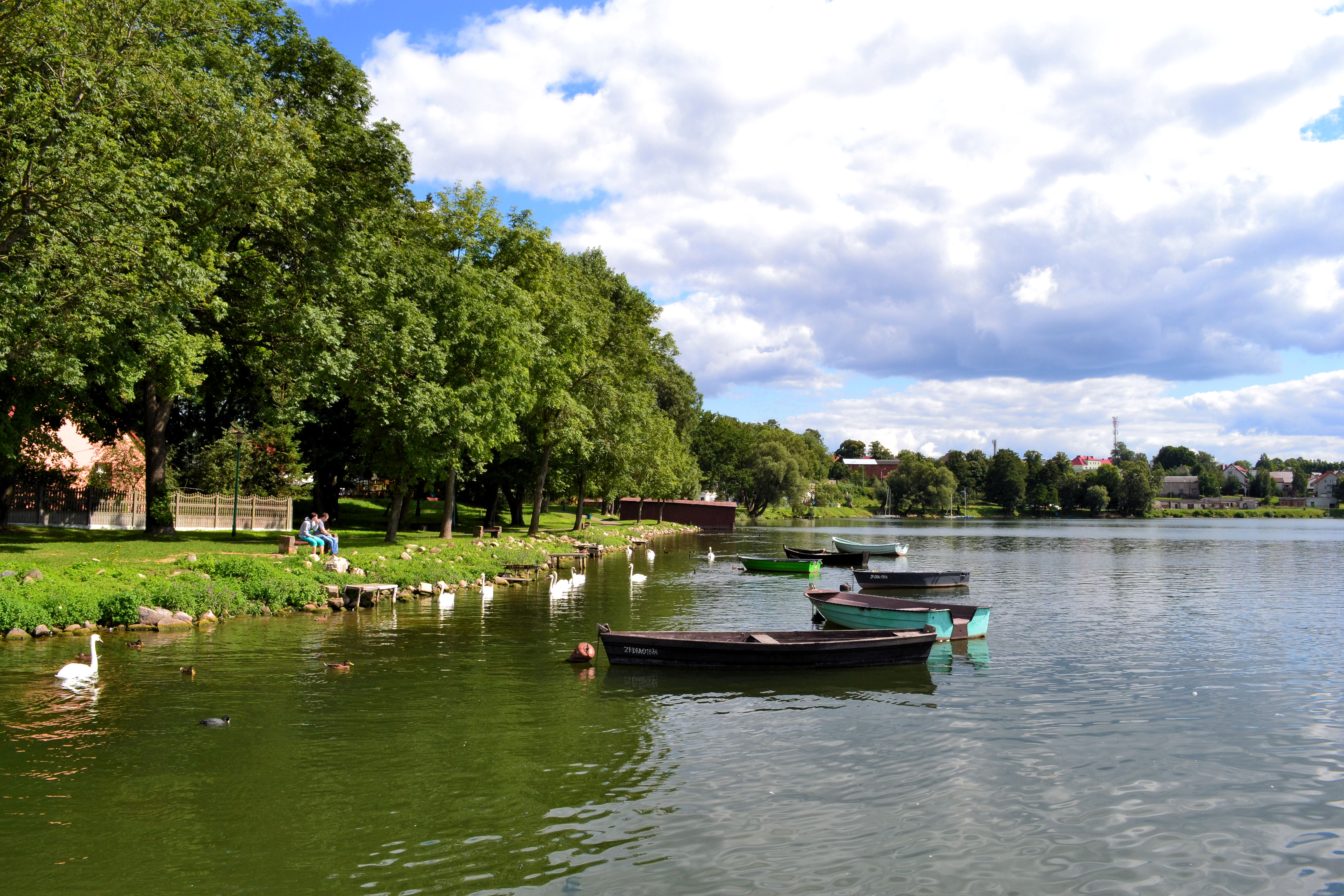
Jezioro Drawsko w Czaplinku

Jeziora zajmują ok. 163 tys. km² (bez powierzchni tej części Morza Kaspijskiego, która według niektórych źródeł zaliczana jest do Europy), tj. ok. 1,6% powierzchni kontynentu. Największe europejskie jeziora znajdują się w zapadliskach tektonicznych. Spośród tego typu zbiorników wodnych wymienić należy m.in. jeziora: Ładoga, Onega, Wener i Wetter, a także Balaton.
Liczne i duże jeziora (zwłaszcza na Pojezierzu Fińskim i Bałtyckim) są pochodzenia lodowcowego, a największe z nich to Saimaa, Pejpus i Ilmień. Na obszarach nizinnych jeziora pochodzenia lodowcowego często łączą się z sobą. W rejonie alpejskim dość duże i bardzo głębokie jeziora, na przykład Jezioro Genewskie, Jezioro Bodeńskie, Como i Garda, mają pochodzenie tektoniczno-lodowcowe.
Poza tym na terenie Europy znajdują się jeziora przybrzeżne (np. polskie Łebsko), jednak nie osiągają one ani dużych rozmiarów, ani znacznych głębokości. Istnieje także niewielka liczba zbiorników wodnych pochodzenia krasowego i wulkanicznego.
Największe jeziora Europy
Pod względem powierzchni:
1. Ładoga 18 390 km² (wraz z wyspami)
2. Onega 9616 km²
3. Wener 5650 km²
4. Saimaa 4400 km² (sieć jezior)
5. Pejpus 3555 km²
6. Ilmień 2090 km² (przy najwyższym stanie wód)
7. Wetter 1893 km²
8. Białe 1290 km²
9. Wygoziero 1250 km²
10. Melar 1140 km²

Pod względem głębokości:
1. Hornindalsvatnet (514 m)
2. Como (410 m)
3. Garda (346 m)
4. Genewskie (310 m)
5. Bodeńskie (252 m)

### Lodowce

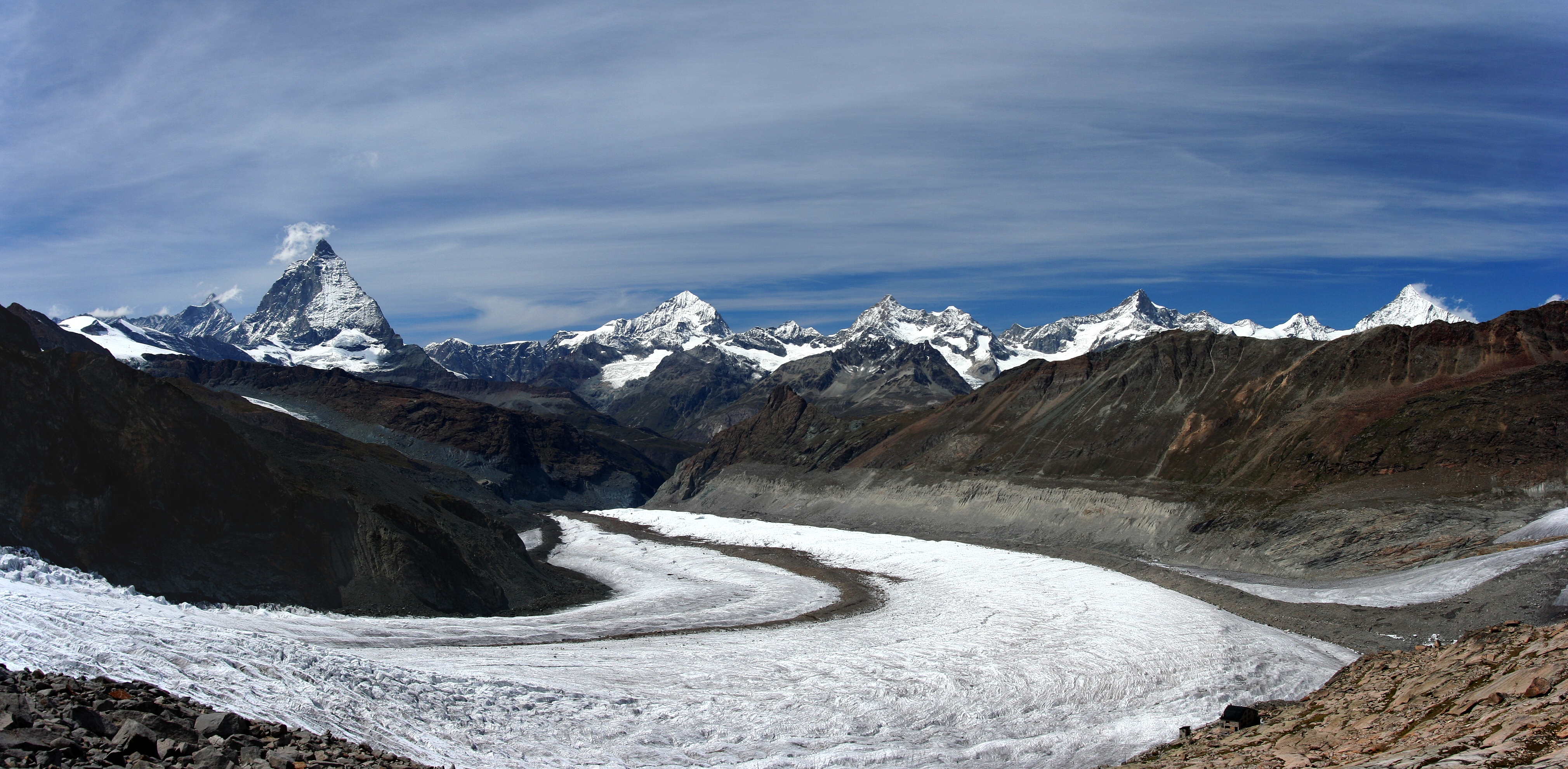
Alpejski Gornergletscher

Około 1% powierzchni Europy stanowią obszary na których zalega pokrywa lodowa. Jest ona pozostałością po dawnych zlodowaceniach, kiedy to lodowce zajmowały znaczną część kontynentu, i obecnie wraz z ocieplaniem klimatu jej zasięg się zmniejsza. Obecnie lodowce znajdują się głównie na obszarach północnych oraz w wysokich partiach gór. Spośród ok. 120 tys. km² jakie zajmują lodowce (inne źródła podają obszar Europy pokryty lodowcami jako 88 tys. km²), niemal połowa (ok. 58 tys. km²) znajduje się na Spitsbergenie. Poza tym duże obszary lodowców pokrywają Nową Ziemię (ponad 24 tys. km²) i Islandię (11,5 tys. km²). Na obszarze kontynentalnej Europy lodowce występują tylko na terenach górskich: największe lodowce, o łącznej powierzchni ok. 5 tys. km². istnieją w Górach Skandynawskich, a poza tym w Alpach (np. lodowiec Aletschgletscher), gdzie zajmują ok. 3600 km², a także w Pirenejach (ok. 30 km²).

## Środowisko przyrodnicze

### Szata roślinna
Europa jest tą częścią świata, w której pierwotne typy roślinności w największym stopniu zostały przekształcone w wyniku gospodarczej działalności człowieka. Zjawisko to jest najbardziej widoczne w Europie Zachodniej i Środkowej, w znacznie mniejszym stopniu wystąpiło na północy i północnym wschodzie kontynentu. Na terenie Irlandii i Anglii roślinność o charakterze naturalnym pokrywa poniżej 10% powierzchni, podczas gdy w północnej Skandynawii i północnej Rosji – nawet ponad 90% terenu zachowało dawny charakter.
Formacje roślinne Europy mają układ równoleżnikowy i są znacznie zróżnicowane. Na ich układ ma znaczący wpływ klimatu oceanicznego w zachodniej części kontynentu.
Na północnych skrajach (m.in. Islandia, Półwysep Kolski, Nowa Ziemia) znajduje się bezleśny obszar arktyczny. Charakterystyczna dla niego jest roślinność typu tundrowego, złożona z mchów, porostów, rozmaitych gatunków traw oraz wrzosów i innych krzewinek.
Dalej na południe występuje strefa zarośli i rzadkich, widnych lasów, głównie brzozowych. Ten typ roślinności rozprzestrzeniony jest zwłaszcza na Półwyspie Skandynawskim, w części środkowo-północnej, znacznie słabiej wyróżnia się w Rosji, gdzie tundra stopniowo przechodzi w lasotundrę i w tajgę.
Bardziej na południe znajduje się tajga złożona z drzew iglastych, głównie świerków i sosen, oraz w mniejszym stopniu – jodeł. W miarę posuwania się na południe dołączają do nich coraz częściej także gatunki liściaste: brzoza, osika, rzadziej lipa, wiąz, klon i olcha. Na obszarze tajgi występują liczne bagna i torfowiska, które porasta typowa dla tego typu ekosystemów roślinność. Jeszcze dalej na południe tajga zaczyna przechodzić w lasy liściaste i mieszane. W niedawnej przeszłości to one pokrywały znaczną część Europy, obecnie zaś porastają bardzo niewielki odsetek dawnego areału.
W Europie Zachodniej nie występuje strefa tajgi – wzdłuż wybrzeży Oceanu Atlantyckiego, od zachodniego wybrzeża Norwegii, przez Wielką Brytanię i Irlandię aż do zachodniej Hiszpanii i Portugalii występuje inny typ roślinności, złożony głównie z lasów (w których dominują dąb i brzoza) i wrzosowisk.
Południowo-wschodnia Europa, na wybrzeżach Morza Czarnego leży w strefie lasostepów i stepów. Ten typ roślinności sięga miejscami aż do Austrii. Obszar stepowy z rzadkimi drzewami występuje także na znacznej części Węgier i części północnej Serbii (tzw. puszta), leżących na Nizinie Panońskiej.
Stepy położone w pobliżu Morza Kaspijskiego stopniowo przechodzą w półpustynie, a nawet w pustynie (tzw. Nizina Nadkaspijska). Na wybrzeżach Morza Śródziemnego, a także w południowej i środkowej części Półwyspu Iberyjskiego występuje charakterystyczny typ roślinności, określany mianem roślinności śródziemnomorskiej, powstały po zniszczeniu w wyniku gospodarki ludzkiej pierwotnej szaty roślinnej tych obszarów. Typowe dla tych rejonów są twardolistne, wieczne zielone zarośla, w zależności od rejonu złożone z różnych gatunków, noszące nazwy makia, garig i frygana. Poza tym na obszarze śródziemnomorskim występują szczątkowe lasy, zielone przez cały rok. Występują w nich m.in. dęby i sosny
Niezależnie od szerokości geograficznej na obszarze całego kontynentu na terenach górskich znajdują się skupiska roślinności alpejskiej. Największą powierzchnię pokrywa ona w Górach Skandynawskich, w Alpach, Pirenejach, na Uralu oraz na Islandii. Gatunki tam występujące są zbliżone do siebie, zaś zasadniczą różnicę stanowi wysokość n.p.m., na jakiej zaczynają się bezleśne połacie ziem porośnięte roślinami zielnymi i płożącymi się krzewinkami. Wysokość ta waha się od ponad 3000 m na południu Europy, do kilkuset na północy kontynentu.

### Świat zwierząt
Zoograficznie Europa należy do krainy palearktycznej i dzieli się na trzy dzielnice: europejską (obejmującą znaczną część kontynentu), śródziemnomorską (obejmującą Półwysep Iberyjski, Półwysep Apeniński oraz Bałkany) i arktyczną (północne skrawki Europy).
Skład europejskiej fauny ostatecznie ukształtował się po zakończeniu ostatniego zlodowacenia, a ponadto został w XX w. powiększony o aklimatyzowane gatunki z Ameryki Północnej (norki amerykańskie i bobry kanadyjskie, piżmaki i in.) i z Azji (m.in. jenoty i bażanty).
W poszczególnych strefach roślinno-klimatycznych żyją odmienne gatunki zwierząt.
W tundrze licznie występują ssaki, m.in. renifery, lisy polarne, zające bielaki oraz lemingi, a ponadto wiele gatunków ptaków (np. pardwa), spośród których większość przylatuje w te okolice w okresie lęgowym. Licznie występują ryby, zwłaszcza łososiowate, natomiast bardzo mało jest gadów i płazów.
W strefie tajgi żyją m.in. łosie, rosomaki, burunduki, polatuchy suberyjski, a z ptaków – cietrzewie, głuszce, jarząbki i orzechówki.
W strefie lasów liściastych i mieszanych występują żubry, dziki, jelenie, sarny, żbiki, jeże, popielice i orzesznice. Spośród ptaków licznie występują ptaki śpiewające, a z ryb najwięcej należy do gatunków karpiowatych. Występują też gady: jaszczurki, m.in. zwinka, węże – np. żmija zygzakowata oraz żółwie błotne.
W strefie stepów żyją m.in. suhaki, tchórze stepowe, perewizki, susły, chomiki, bobaki i ślepce. Z ptaków występują m.in. dropie i żołny, a z gadów – jaszczurki (np. jaszczurka stepowa), węże (np. połozy) i żółwie zaś z płazów – żaby i ropuchy.
W obszarze śródziemnomorskim żyją m.in. ichneumony (mangusty), cywety (na Półwyspie Iberyjskim), a także szakale, daniele, muflony, jeżozwierze i in. Z ptaków m.in. flamingi (czerwonaki) i pelikany. Na obszarze tym żyją liczne gatunki gadów – jaszczurki, żółwie i węże oraz płazów. Na Półwyspie Iberyjskim, na terenie Gibraltaru żyje także niewielka populacja jedynych małp europejskich magotów.
Niezależnie od wymienionych stref na obszarach górskich żyją odmienne gatunki zwierząt. Należą do nich kozice, koziorożce, polniki śnieżne i świstak alpejski, w niższych partiach gór – także niedźwiedzie brunatne, z ptaków – orły i orłosępy, a z płazów – m.in. salamandry
Z powodu zagospodarowania rolniczego znacznej części Europy, zwłaszcza środkowej i zachodniej i wynikłym z tego zmniejszeniem poziomu lesistości, wiele z występujących niegdyś licznie gatunków (m.in. wilki, niedźwiedzie i żubry) zachowało się jedynie na terenach trudno dostępnych oraz objętych ochroną, niektóre zaś całkiem wyginęły (jak np. tury i lwy). Niektóre gatunki zwierząt doskonale przystosowały się do warunków stworzonych przez człowieka, zarówno w środowisku wiejskim, jak i miejskim; należą do nich m.in. wróblowate, dzierlatki, szpaki i sierpówki, a ze ssaków – przede wszystkim niektóre gatunki gryzoni – zwłaszcza myszy i szczury oraz liczne owady.

## Historia

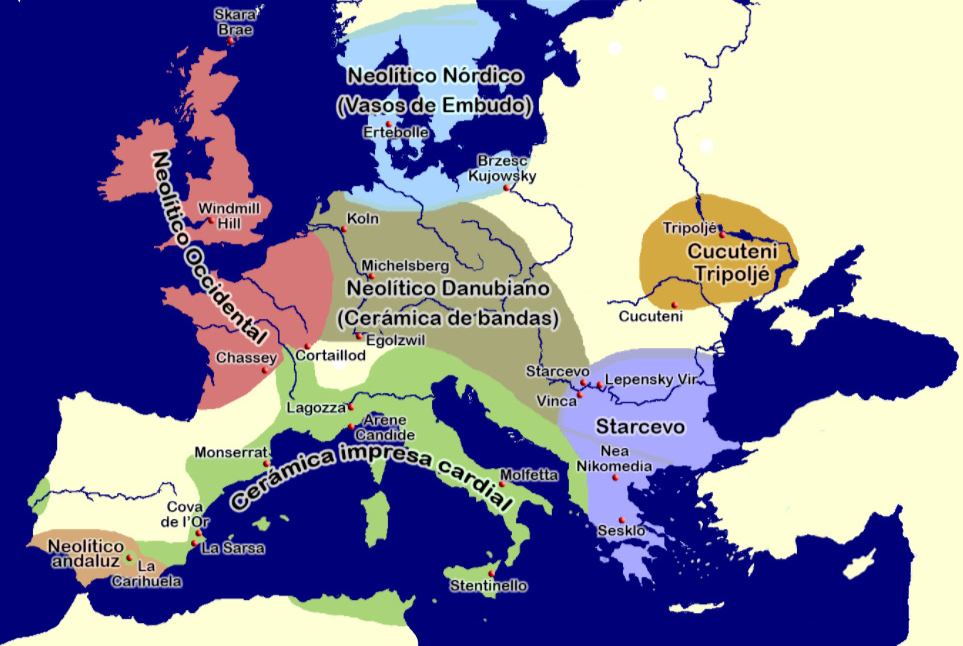
Najważniejsze neolityczne kultury Europy

### Archeologia i prehistoria

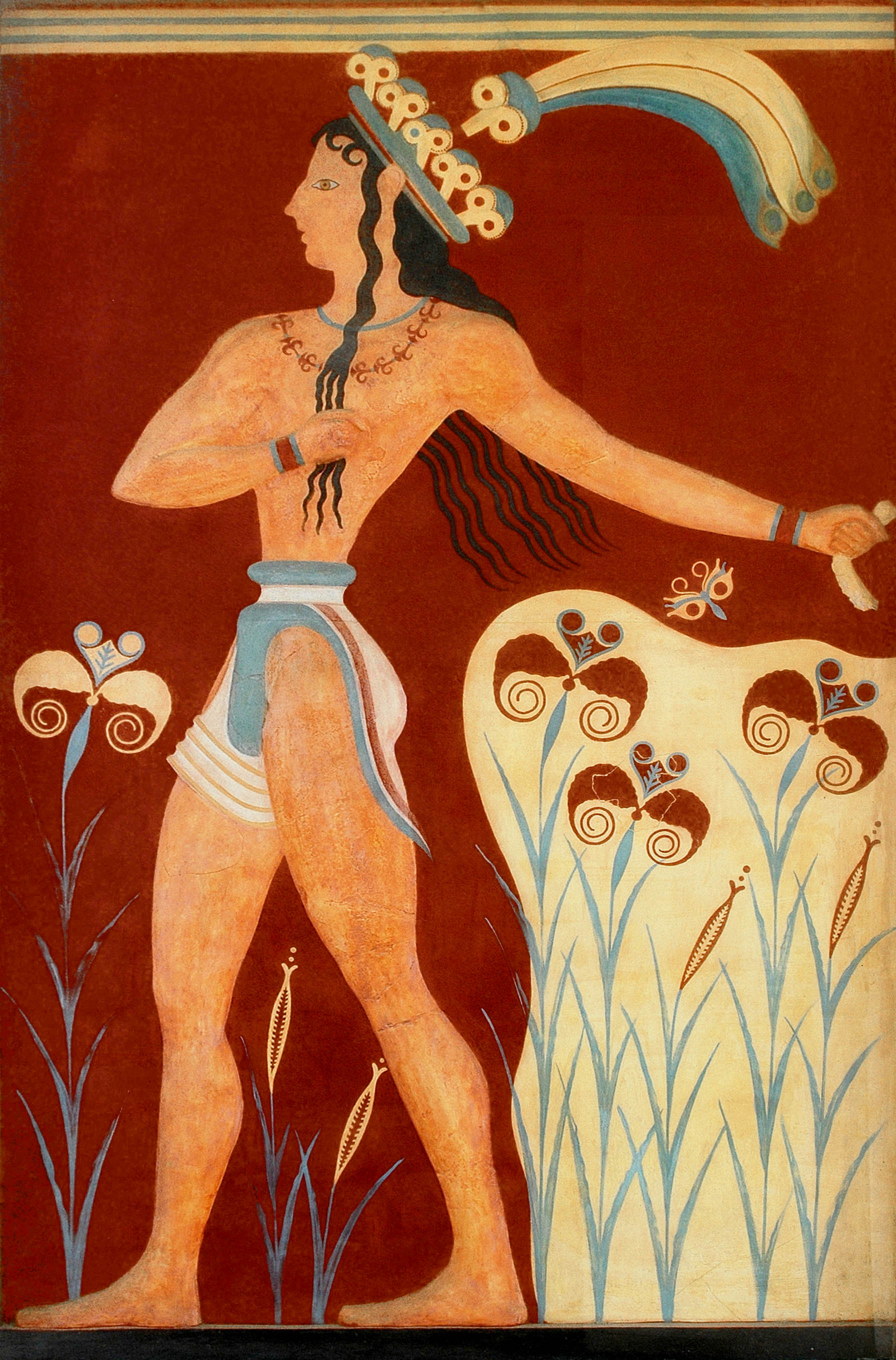
Tzw. Książę wśród lilii. Fresk z pałacu w Knossos – głównego ośrodka kultury minojskiej – najstarszej rozwiniętej cywilizacji europejskiej

Pierwsze istoty człowiekowate (z gatunku Homo antecessor) osiedliły się w Europie ok. 800 000 lat temu.
Okres ten nosi nazwę epoki kamienia, od głównego surowca służącego do wyrobu narzędzi – kamienia (krzemień). W okresie późniejszym kontynent zamieszkiwało kilka innych odmian (lub gatunków – paleoantropologia nie jest w tej kwestii zgodna) ludzi, m.in. Homo heidelbergensis
Podstawą gospodarki tych ludzi było zbieractwo i łowiectwo prowadzone z użyciem prymitywnych narzędzi.
Pierwsze ludzkie istoty wytworzyły rozmaite pierwotne kultury, których nazwy pochodzą od miejsc odkrycia pierwszych znalezisk danego typu. Do kultur tych należą m.in. kultura aszelska, abwilska i lewaluaska. Te formacje kulturowe zaliczane są w obręb paleolitu dolnego.
Prawdopodobnie ok. 200 000–100 000 lat temu w Europie pojawił się człowiek neandertalski (Homo neanderthalensis), który wytworzył m.in. kulturę mustierską. Okres ten określa się mianem paleolitu środkowego. W tym czasie nastąpił dalszy rozwój technik myśliwskich; znaleziska z tego okresu wskazują także na istnienie wierzeń religijnych.
Ludzie współcześni (Homo sapiens) przybyli do Europy dopiero ok. 45 000 lat temu. W dość krótkim czasie wyparli neandertalczyka (przyczyny tego zjawiska i jego tempa pozostają w kręgu hipotez – szacuje się, że zajęło to od 15 000 do 20 500 lat) i stali się jedynym gatunkiem człowiekowatych na kontynencie. Okres po przybyciu ludzi współczesnych do Europy zalicza się do paleolitu górnego.
Dziełem Homo sapiens były kolejne kultury, m.in. kultura oryniacka, solutrejska i magdaleńska oraz świderska i azylska. Techniki łowieckie zostały udoskonalone, m.in. pojawił się łuk. W okresie tym pojawiły się pierwsze stałe siedziby łowców mamutów (na Morawach i Ukrainie) oraz najstarsze zachowane przejawy sztuki w postaci malowideł naskalnych wewnątrz jaskiń oraz figurek kobiecych (tzw. Wenus paleolityczne); nie jest jednak jasne, na ile działania te były realizacją zamiarów artystycznych, a na ile były to działania o charakterze religijno-magicznym.
Około 10 000 lat temu paleolit przeszedł w mezolit. W okresie tym w Europie zachodniej i środkowej rozwijała się kultura tardenuaska, a w Europie północnej – kultura maglemoska (obie wywodzące się z kultury azylskiej). Mezolit charakteryzował się dalszym rozwojem techniki i gospodarki. Wynaleziono nowe narzędzia (m.in. siekierę, czółno), pojawiła się gospodarka wytwórcza oraz przedsięwzięcia na większą skalę (kopalnie krzemienia). Głównym surowcem do produkcji narzędzi był krzemień, a oprócz niego też kości i zęby zwierzęce oraz drewno. W mezolicie udomowiono pierwsze zwierzęta.
Kolejnym etapem rozwoju cywilizacji na terenie Europy był neolit. Jego początek wyznacza przejście od gospodarki zbieracko-łowieckiej do rolnictwa, co związane jest z napływem ludności z Bliskiego Wschodu i Anatolii. Ludność ta, jasnoskóra, ciemnooka i ciemnowłosa, przybyła do Europy 8–9 tys. lat temu i zajmowała się uprawą ziemi, hodowlą zwierząt oraz spożywała nabiał. Neolit w poszczególnych częściach kontynentu rozpoczął się w różnych okresach, najwcześniej – w VIII-VII tys. p.n.e. we wschodniej części europejskiej części rejonu śródziemnomorskiego. Położone bardziej na północ tereny Europy w okres neolitu wkroczyły później; np. na ziemiach polskich nastąpiło to w 2. połowie VI tys. p.n.e.
Podstawowym surowcem do produkcji narzędzi nadal pozostaje krzemień, rozwijają się nowe techniki jego obróbki, jak gładzenie powierzchni i wiercenie otworów. Rozpoczyna się uprawa dziko rosnących roślin, zwłaszcza zbóż, co powoduje iż osadnictwo nabiera stałego charakteru. Gospodarka rolna ma charakter żarowo-kopieniaczy, zaś najważniejszymi roślinami są pszenica, proso, jęczmień, groch, soczewica i żyto. Udomowione zostają nowe gatunki zwierząt. Rozwija się gospodarka wytwórcza (duże znaczenie posiada m.in. ceramika). Z uwagi na szybki charakter zmian gospodarczych oraz wynikające z nich zmiany w innych dziedzinach życia, jak kultura, religia, stosunki społeczne, proces ten nazwano „rewolucją neolityczną”.
W okresie tym powstały zróżnicowane kultury, spośród których wymienić można m.in. kulturę Sesklo, starczewską, kulturę ceramiki wstęgowej rytej, almerską, kultury naddunajskie, pucharów lejkowych, amfor kulistych, ceramiki dołkowo-grzebykowej, ceramiki sznurowej, pucharów dzwonowatych i inne.
Neolit charakteryzował się licznymi przemieszczeniami dużych grup ludności. W wyniku tych wędrówek u schyłku neolitu wstępnie wyodrębniły się główne grupy kulturowo-językowe współczesnej Europy (aczkolwiek zwykle nie zamieszkiwały one w miejscach zajmowanych obecnie).
Około 4500 lat temu wraz z ostatnią wielką falą imigracyjną do Europy przybyła ludność pasterska z euroazjatyckich stepów. Jej przedstawiciele mieli jasną skórę, ciemne oczy oraz przewyższali wzrostem ówczesnych Europejczyków. Badania przeprowadzone przez amerykańskich i szwedzkich uczonych dowiodły, że wśród przybyłej wówczas ludności było dziesięciokrotnie więcej mężczyzn niż kobiet. Pozwoliło to wysnuć wniosek, że owa fala miała charakter najazdu, w wyniku którego zastana ludność została podbita.
Około 2300–1800 r. p.n.e. na terenach Europy rozpoczął się kolejny etap rozwoju nazwany epoką brązu, od głównego surowca do produkcji narzędzi, jakim był brąz. Nowy materiał ułatwił wykonywanie sprzętów i uczynił je trwalszymi, co zaowocowało postępem w rolnictwie oraz umożliwiło dalszą specjalizację zajęć. Postęp ujawnił się też w zakresie komunikacji: pojawiły się wozy kołowe oraz zastosowano na większą skalę statki morskie. W Europie tamtego okresu istniało kilka centrów kulturowych, dość luźno ze sobą powiązanych (m.in. kultura unietycka w Europie środkowej).
Od połowy III tys. p.n.e. na Krecie rozwijała się kultura minojska, charakteryzująca się bardzo wysokim poziomem rozwoju, a wkrótce potem na terenie Grecji powstała kultura egejska, którą po pewnym czasie zastąpiła kultura mykeńska.
W II tys. p.n.e. ludy zamieszkujące dzisiejszą Grecję weszły w okres historyczny (rozumiany jako okres historii pisanej). Na pozostałych terenach kontynentu istniały mniej rozwinięte kultury, m.in. kultura trzciniecka.
Pod koniec II tys. p.n.e. nastąpiła kolejna fala migracji, m.in. na Półwysep Bałkański wtargnęli Dorowie oraz Ilirowie.
Po epoce brązu nastąpiła epoka żelaza. Jej początek na obszarze śródziemnomorskim datuje się na ok. 700 r. p.n.e., zaś na pozostałych terenach kontynentu użycie nowego metalu rozpowszechniło się nieco później.
Około 1000 r. p.n.e. na stepach czarnomorskich osiedlili się irańscy Scytowie, w Italii rozwijała się kultura Etrusków. Od ok. 800 r. p.n.e. najważniejszą grupą etniczną kontynentu stawali się Celtowie. Do III w. p.n.e. opanowali oni i zasiedlili niemal całą zachodnią Europę, a także południową część Europy środkowej, tworząc organizmy wczesnopaństwowe.
Późniejsze dzieje Europy, z racji powszechnej dostępności pisanych źródeł historycznych traktuje się nie jako prehistorię, a historię, której pierwszym etapem była starożytność.

### Starożytność
obszar zajmowany w 133 r. p.n.e.
     obszary zajęte do 44 r. p.n.e.
     obszary zajęte do 14 n.e.
     ziemie zajęte po roku 14 n.e.

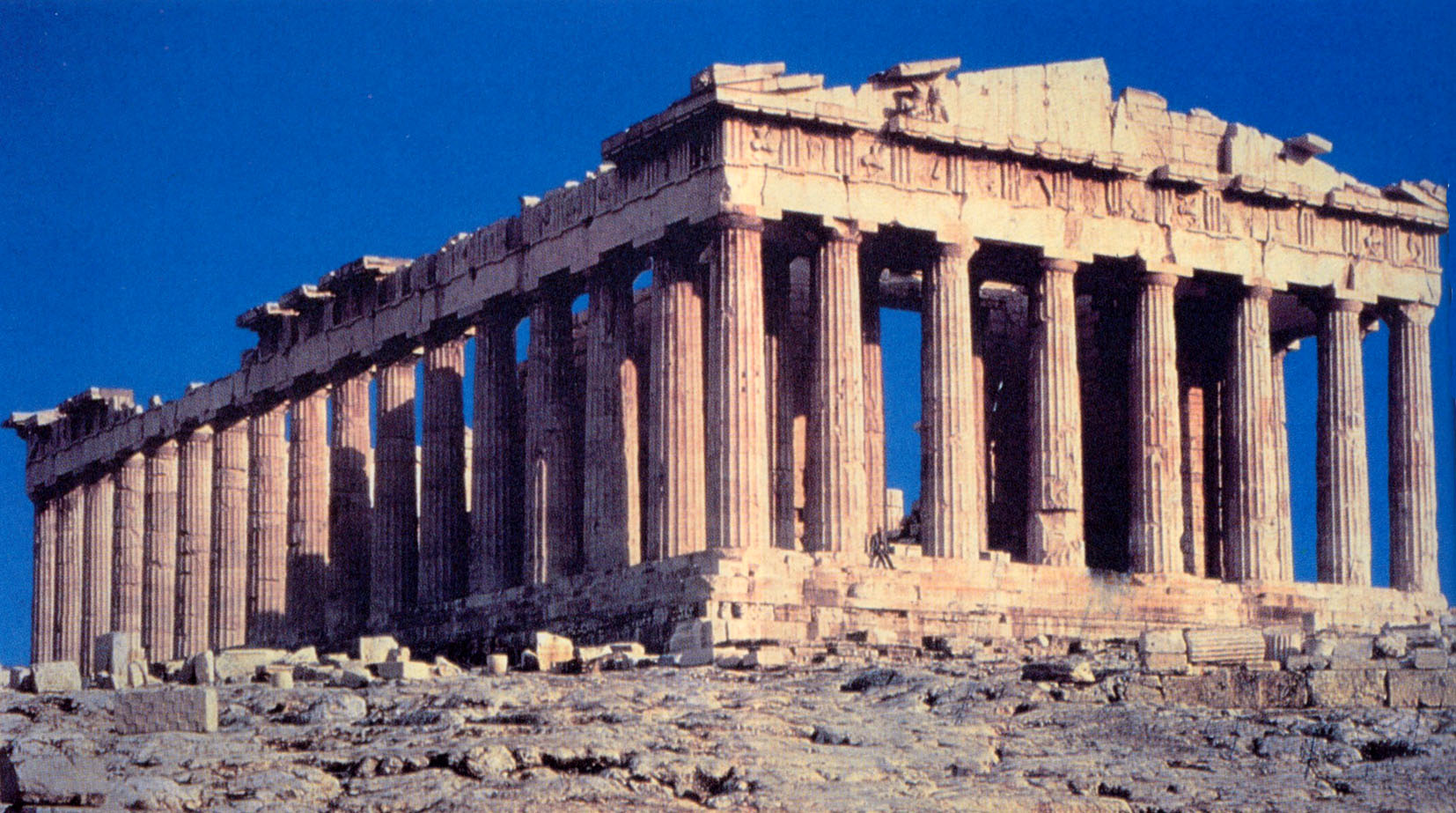
Ruiny Partenonu w Atenach

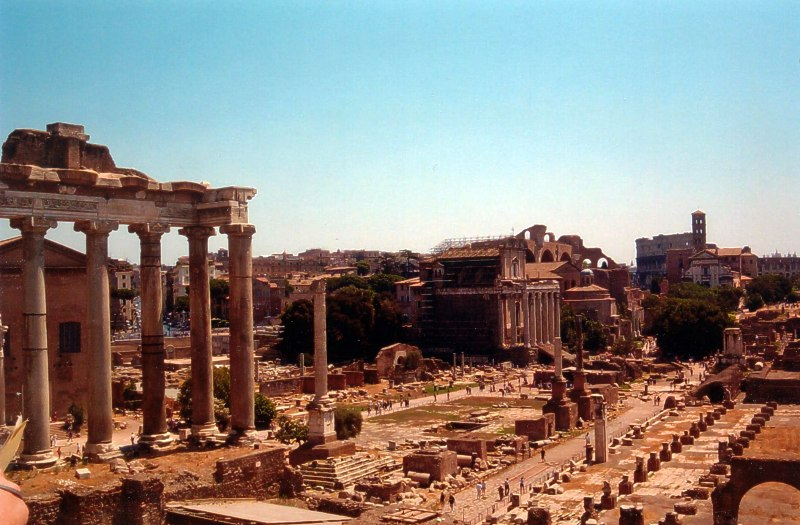
Ruiny Forum Romanum w Rzymie

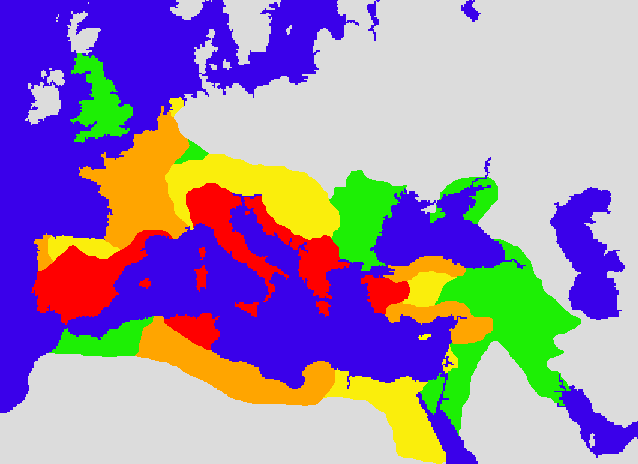
Rozwój terytorialny Cesarstwa Rzymskiego:
obszar zajmowany w 133 r. p.n.e.
obszary zajęte do 44 r. p.n.e.
obszary zajęte do 14 n.e.
ziemie zajęte po roku 14 n.e.

W starożytności najbardziej rozwiniętą częścią Europy był obszar śródziemnomorski. Jego kultura należała do kręgu cywilizacji śródziemnomorskiej wraz z położonymi nad Morzem Śródziemnym terenami Azji i Afryki.
Na obszarze północnym istniały mniej rozwinięte cywilizacje tworzone głównie przez ludy celtyckie, germańskie i słowiańskie.
Cywilizacja śródziemnomorska w Europie początkowo swoje centrum posiadała na terenie Grecji, stopniowo jednak rosła rola terenów obecnych Włoch, gdzie powoli rosło znaczenie Rzymu. Na obszarze Grecji wytworzyła się wysoko rozwinięta kultura. Na ziemiach tych powstały organizmy państwowe o ustroju demokratycznym. W IV w. p.n.e. zostały one podbite przez pierwsze europejskie państwo o ambicjach uniwersalistycznych – Macedonię, która następnie swą ekspansję skierowała na wschód, podbijając do 323 r. p.n.e. ziemie zachodniej i południowej Azji aż po Indus.
W I w. p.n.e. cały obszar śródziemnomorski został zjednoczony pod względem politycznym przez kolejne uniwersalistyczne państwo – Cesarstwo rzymskie, którego panowanie objęło też dotychczas pozostające poza światem śródziemnomorskim ziemie Celtów w Europie zachodniej oraz Traków i Ilirów w Europie środkowej. Wraz z polityczną dominacją Imperium Rzymskie przejęło od terenów Grecji rolę centrum kulturowego i cywilizacyjnego.
Panowanie rzymskie umożliwiło wytworzenie pewnej jedności kulturowej na terenach znajdujących się pod władzą tego państwa. Jednym z elementów tej jedności stał się język (łacina), który jednak nie utrzymał się we wszystkich prowincjach Rzymu. Także wpływ na wytworzenie wspólnej kultury europejskiej wywarło chrześcijaństwo, które pojawiło się na kontynencie w I w. n.e. i które od roku 392 stało się religią państwową Imperium.
Pod władzą rzymską, dzięki sprawnie zorganizowanej sieci komunikacyjnej dokonany został znaczny postęp cywilizacyjny, także na tych obszarach kontynentu, które dotąd pozostawały na uboczu głównego nurtu rozwoju cywilizacji. Szybko upowszechniały się nowe idee, a także umiejętności praktyczne, jak rozwinięte techniki budowlane, umożliwiające budowanie zarówno monumentalnych pałaców, jak i innych budowli jak np. akwedukty czy mosty. Zapewnienie bezpieczeństwa i brak granic wewnętrznych umożliwiły rozwój handlu na terenie Imperium, zaś wzrost dobrobytu i popyt wewnętrzny były przyczyną rozwoju handlu z obszarami położonymi poza terytorium państwa rzymskiego.
W cesarstwie rzymskim wytworzono jednolity system prawa cywilnego, którego podstawowe idee i pojęcia leżą u podstaw systemów prawnych po dziś dzień.
Podstawą starożytnego systemu gospodarczego w świecie śródziemnomorskim było niewolnictwo, zaś na terenach Europy północnej trwał system określany mianem wspólnoty pierwotnej.
Od IV w. Imperium Rzymskie przeżywało kryzys, który w 395 doprowadził do podziału państwa. Granica ta do dzisiejszego dnia stanowi linię podziału pomiędzy cywilizacją Zachodu, na której rozwój duży wpływ wywarł Starożytny Rzym, a cywilizacją wschodnioeuropejską, silnie związaną ze schrystianizowaną kulturą starożytnej Grecji.
Ostateczny cios państwu rzymskiemu zadały plemiona germańskie (Wizygoci, Ostrogoci, Frankowie, Wandalowie i inne) które pod naporem Hunów w V w. wtargnęły w granice państwa i korzystając z kryzysu politycznego i gospodarczego zakładały własne organizmy państwowe na jego ziemiach.

### Średniowiecze

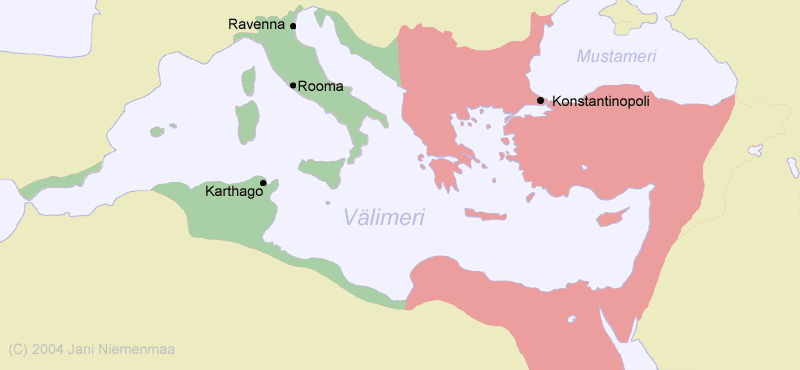
Państwo bizantyńskie. Na czerwono zaznaczono obszary przejęte po Cesarstwie rzymskim po jego podziale, zaś na zielono – zdobycze terytorialne z okresu późniejszego, w czasie największej potęgi

#### V–X wiek

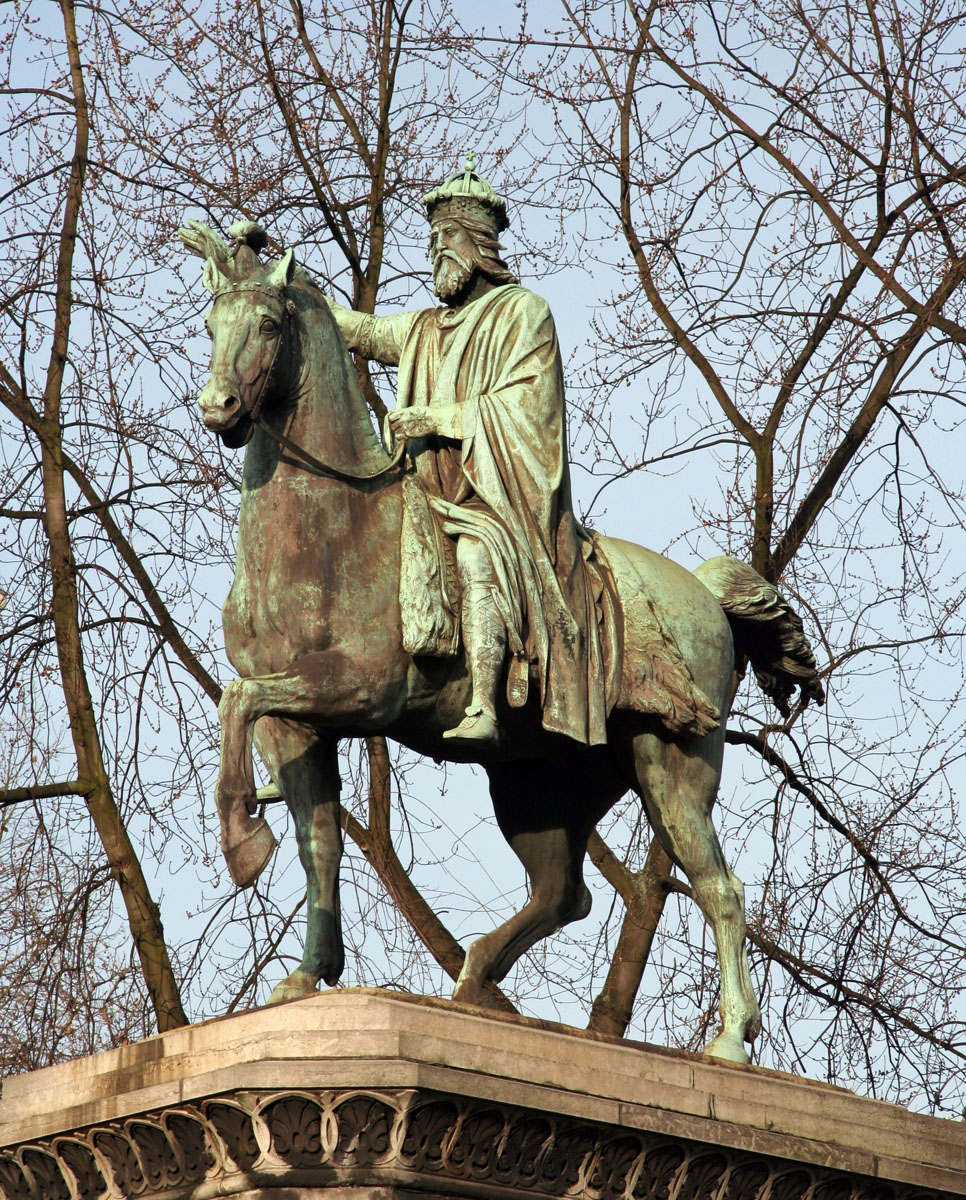
Karol Wielki – odnowiciel tytułu cesarskiego w Europie Zachodniej (pomnik w Liège w Belgii)

Po podziale Cesarstwa Rzymskiego (395) i upadku jego zachodniej części na obszarze Europy znajdowało się kilka tworów państwowych: Cesarstwo Wschodniorzymskie oraz pewna liczba państw germańskich powstałych na terenie dawnego Cesarstwa Zachodniorzymskiego, m.in. państwa Franków, Wizygotów, Longobardów. Próby zjednoczenia całości ziem dawnego imperium podejmowane przez cesarzy wschodniorzymskich powiodły się jedynie częściowo.
Pod względem gospodarczym i cywilizacyjnym na ziemiach europejskich nastąpił ogromny regres. Nie są zupełnie jasne wszystkie przyczyny tego zjawiska, a proces ten był kontynuacją negatywnych zmian, jakie rozpoczęły się jeszcze za czasów Cesarstwa Rzymskiego i w znacznej mierze przyczyniły się do jego upadku. Handel zamarł, miasta znacznie podupadły, wiele wynalazków poszło w zapomnienie. Kryzys ten szczególnie silnie zaznaczył się w zachodniej części dawnego Cesarstwa, na wschodzie przebiegał on łagodniej.
W pierwszej połowie VI w. na arenę dziejów Europy wkroczyły ludy słowiańskie, które dokonały ekspansji na terenach środkowo-wschodniej Europy. Stworzyły one stałe zagrożenie dla Cesarstwa Bizantyjskiego, które wkrótce musiało także zacząć zmagać się z atakującymi jego azjatyckie posiadłości Arabami.
Jednocześnie niemal cała Europa Zachodnia była terenem, na którym istniały wczesnofeudalne organizmy państwowe, od dużych (jak Państwo Franków czy Państwo Wizygotów), po małe (jak anglosaskie królestwa z okresu heptarchii).
Europa zachodnia w początkach VIII w. została zaatakowana przez Arabów, którzy podbili Półwysep Iberyjski oraz atakowali państwo Franków. Ich dalsza ekspansja na kontynencie została zatrzymana w 732, kiedy to ich wojska zostały pokonane pod Poitiers przez Karola Młota. Zwycięstwo to w połączeniu z innymi czynnikami (jak przejęcie władzy przez wywodzącą się od Karola Młota dynastię Karolingów i reformy wewnętrzne) uczyniły Państwo Franków największą potęgą polityczną Europy Zachodniej. W tej sytuacji w 800 Karol Wielki koronował się na cesarza rzymskiego.
Pod koniec VIII w. w Europie zachodniej pojawiły się oznaki stopniowego wychodzenia z kryzysu oraz początków rozwoju gospodarczego i cywilizacyjnego.
Państwo Franków za rządów Karola Wielkiego stało się jedyną liczącą się siłą w Europie Zachodniej, zaś jego podział w 843 doprowadził do powstania kilku ważnych krajów europejskich, m.in. Francji i Niemiec, przy czym jakkolwiek to Francja w większym stopniu była kontynuatorką tradycji Państwa Franków, to tytuł cesarski został na trwałe związany z władcami Niemiec.
IX i X wiek to czas najazdów zewnętrznych, ze strony wikingów i Węgrów (Madziarów), a także kształtowania się politycznej mapy kontynentu. Jednocześnie w Europie zachodniej umacniał się, a w Europie wschodniej kształtował się feudalizm.
W sferze duchowej we wczesnym średniowieczu postępowała chrystianizacja Europy; najpierw (ok. V w.) wiarę chrześcijańską przyjęły ludy germańskie osiadłe w granicach dawnego Rzymu, następnie stopniowo inne ludy germańskie (poza Skandynawią), a później także ludy słowiańskie i kraje skandynawskie. Chrześcijaństwo stało się religią większości państw Europy. Było też czynnikiem spajającym różne elementy etniczne oraz wytworzyło system wartości, który legł u podstaw kształtowania się cywilizacji europejskiej, zaś klasztory i kościoły przez długi czas były głównymi ośrodkami uczestniczącymi w przekazywaniu nauki i tradycji kulturowych okresu starożytnego.

#### XI–XV wiek
Wieki średnie były zdominowane przez dwie wyższe warstwy społeczne, szlachtę i duchowieństwo. We Francji we wczesnym średniowieczu wykształcił się feudalizm i wkrótce rozprzestrzenił się na całą Europę. Feudalizm oznaczał polityczne rozczłonkowanie wielu państw europejskich. Rozwój rolnictwa (trójpolówka) i miast łączy się z nasileniem walk społecznych: np. walka między szlachtą i królem w Anglii doprowadziła do wydania Wielkiej Karty Swobód i powstania parlamentu.
W połowie średniowiecza papiestwo osiągnęło szczyt swojej potęgi. Walka dwóch uniwersalizmów, papieskiego i cesarskiego, stanowi główny konflikt ideologiczny tego okresu. Wielka schizma wschodnia w 1054 podzieliła chrześcijaństwo na prawosławie i Kościół katolicki. W 1095 papież Urban II wezwał do krucjaty przeciw muzułmanom okupującym Ziemię Świętą. W samej Europie Kościół powołał do istnienia inkwizycję by zwalczać heretyków. W Hiszpanii rekonkwista zakończyła się upadkiem Grenady w 1492, zamykając ponad 700-letni okres muzułmańskich rządów na Półwyspie Iberyjskim.
We wschodniej części Europy kształtują się nowe organizmy państwowe, m.in. Czechy, Polska, Węgry, Ruś, kraje skandynawskie. Stopniowo podupada Bizancjum. Wschodnia część Europy stała się też przedmiotem najazdów Mongolskich. Najeźdźcy utworzyli Złotą Ordę, które było zwierzchnikiem południowych i środkowych obszarów Rusi.

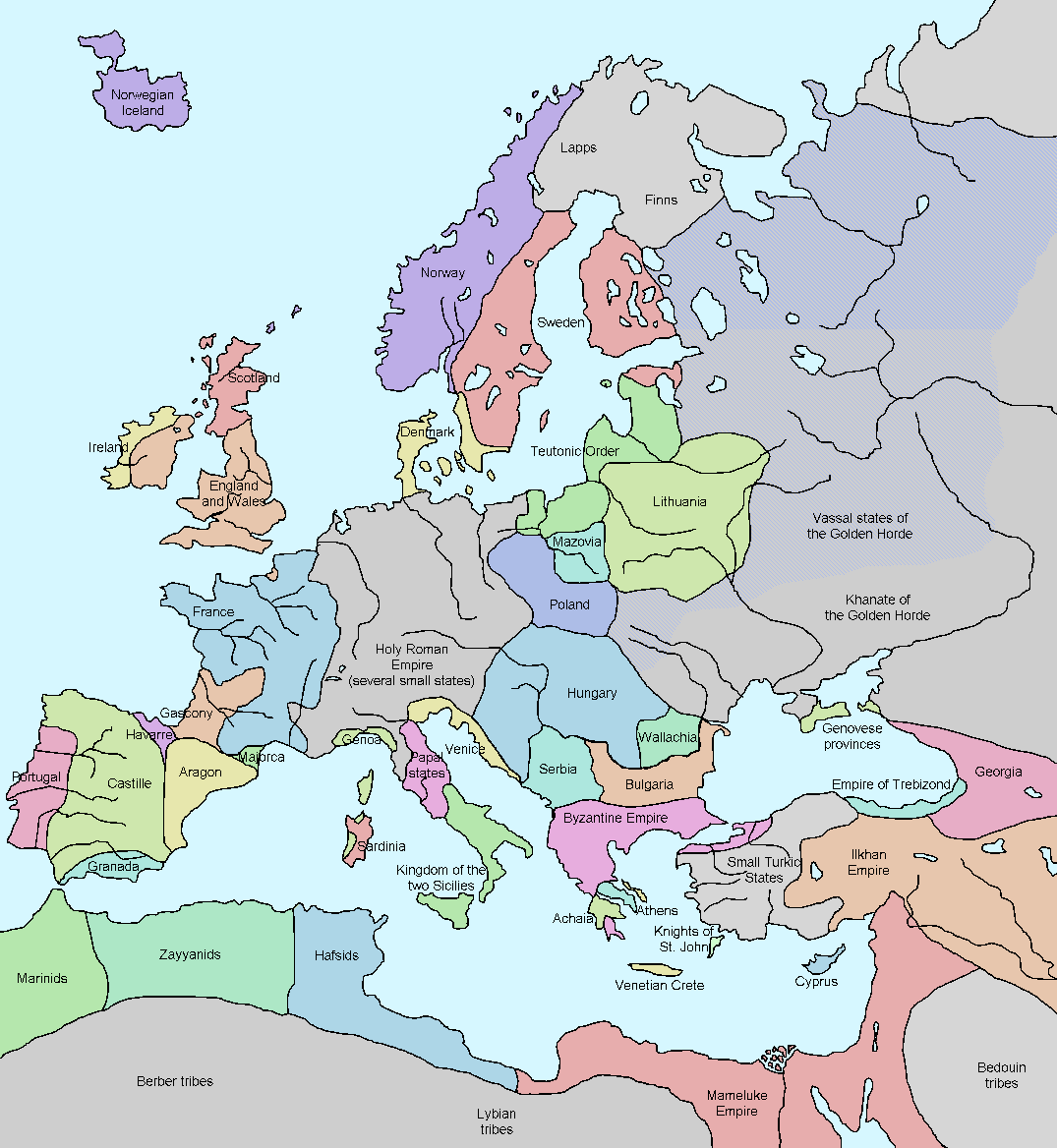
Europa w 1328 roku

Europa została spustoszona w połowie XIV stulecia przez Czarną Śmierć, jedną z najbardziej śmiercionośnych pandemii w historii ludzkości, która tylko w Europie zabiła jedną trzecią jej populacji, co miało w niej niszczycielski wpływ na struktury społeczne.
W średniowiecznej Europie, po wiekach najazdów, nastąpił szybki rozwój ekonomiczny. Dochody z gospodarstw rosły, a kupcy bogacili się na sprzedaży wełny, tkanin i luksusowych towarów sprowadzanych z zamorskich krajów. Szlachta budowała potężne zamki i okazałe dwory. Koniunktura została zagrożona przez przerażające epidemie nieuleczalnej choroby. Przyrost ludności i zmiany klimatyczne wywołały klęski głodowe. Nieudolne rządy prowokowały bunty chłopskie, które wstrząsnęły m.in. Anglią i Niderlandami w końcu XIV w. Słabi królowie zmagali się z potężną arystokracją. poddani stawiali opór niesprawiedliwym prawom.
Koniec epoki, tzw. jesień średniowiecza, przyniosły ze sobą stopniowy koniec rozczłonkowania politycznego i kształtowanie się państw narodowych. Na skutek wielkiej schizmy zachodniej podupada autorytet papiestwa. Dawne ideały uniwersalistyczne ustępują indywidualizmowi i nominalizmowi. Francja i Anglia toczą ze sobą wojnę stuletnią. W Italii stopniowo rodzi się kultura renesansu.

### XV–XVII wiek

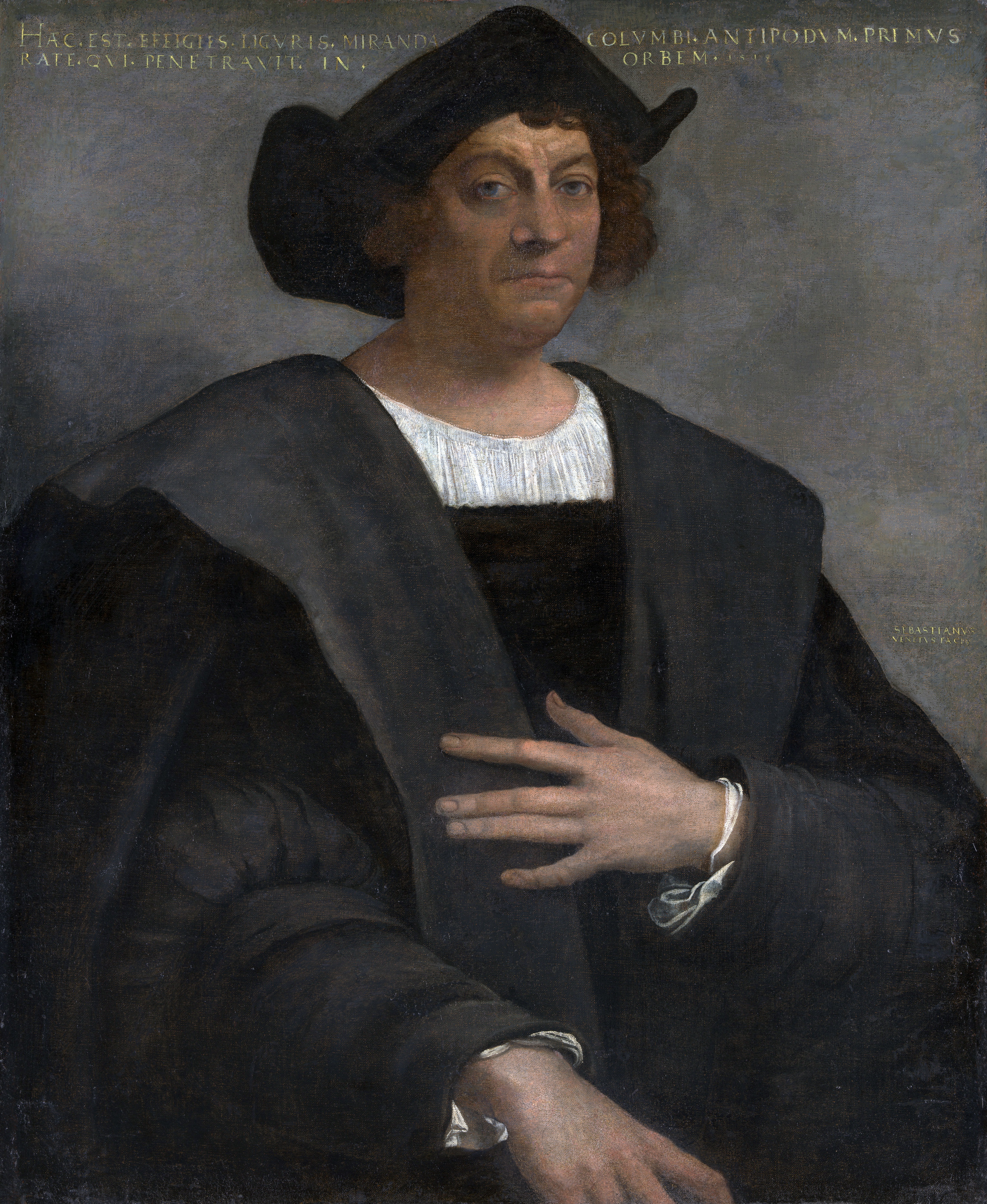
Krzysztof Kolumb – obraz z XVI w.

Renesans był okresem zmian w kulturze, mającym swoje źródło w XIV-wiecznych Włoszech. Nowe idee w kulturze przynoszą humanizm renesansowy, reformacja i reforma katolicka. Renesans rozprzestrzenił się w Europie między XIV i XVI w. Włoscy mecenasi, wśród nich rodzina florenckich bankierów Medyceuszów i rzymscy papieże wspierali finansowo artystów XV i XVI w., jak Rafael, Michał Anioł i Leonardo da Vinci.
Potęga Kościoła została osłabiona przez reformację Marcina Lutra, która była wynikiem braku reform w Kościele. Reformacja osłabiła również Święte Cesarstwo Rzymskie, gdy niemieccy książęta podzielili się na wyznawców protestanckiej i katolickiej wiary. Doprowadziło to w końcu do wojny trzydziestoletniej (1618–1648), która sparaliżowała Święte Cesarstwo Rzymskie i spustoszyła większą część Niemiec. W wyniku pokoju westfalskiego do dominacji w Europie doszła Francja. Jednym z kluczowych konflików Europy nowożytnej była stała rywalizacja habsbursko-francuska – wiązały się z nią wojny włoskie, podział Burgundii, wojny prowadzone przez Ludwika XIV.
Okres renesansu był początkiem epoki Wielkich Odkryć, okresu odkryć geograficznych, wynalazków i rozwoju nauki. W XV w. Portugalia i Hiszpania, dwie z największych potęg morskich tych czasów przodowały w eksploracji świata. W 1492 r. Krzysztof Kolumb dotarł do Nowego Świata, a wkrótce potem Hiszpanie i Portugalczycy zaczęli zakładać kolonialne imperia w obu Amerykach. Francja, Holandia i Anglia wkrótce podążyli ich śladem tworząc wielkie imperia kolonialne w ogromnych posiadłościach w Afryce, Amerykach i Azji.

### XVIII–XIX wiek

Cesarstwo Francuskie w 1811

Okres oświecenia był potężnym ruchem intelektualnym w XVIII w. Niezadowolenie z monopolu arystokracji i duchowieństwa na władzę polityczną we Francji doprowadziło do Rewolucji Francuskiej i utworzenia Pierwszej Republiki. Król i wiele szlachty zginęło podczas rządów terroru. Po rewolucji francuskiej do władzy doszedł Napoleon Bonaparte i założył Pierwsze Cesarstwo Francuskie, które w okresie wojen napoleońskich objęło dużą część Europy zanim upadło w 1815.
Rządy Napoleona spowodowały upowszechnienie się ideałów Rewolucji Francuskiej w tym idei państw narodowych, jak również powszechne przyjęcie francuskiego modelu administracji, prawa i edukacji. Po upadku Napoleona został zwołany kongres wiedeński, który ustalił nową równowagę sił w Europie opartą na pięciu mocarstwach: Zjednoczonym Królestwie, Francji, Prusach, Austrii Habsburgów i Rosji. Ta równowaga utrzymała się do rewolucji 1848 r., kiedy to w całej Europie z wyjątkiem Wielkiej Brytanii i Rosji miały miejsce zrywy wolnościowe. Elementy bardziej zachowawcze nie poparły tych dążeń, dlatego ruchy te nie przyniosły zbyt radykalnych reform. W 1867 powstały Austro-Węgry, a rok 1871 przyniósł zjednoczenie Włoch oraz zjednoczenie Niemiec.
Początek rewolucji przemysłowej w Europie miał miejsce w Wielkiej Brytanii pod koniec XVIII w. Wynalazki i wprowadzanie nowych technologii spowodowały szybki rozwój miast, ogromny wzrost zatrudnienia i powstanie nowej klasy społecznej robotników przemysłowych. Nastąpiły reformy gospodarcze i społeczne, w tym pierwsze akty prawne dotyczące pracy dzieci, legalizacji związków zawodowych.

### XX wiek

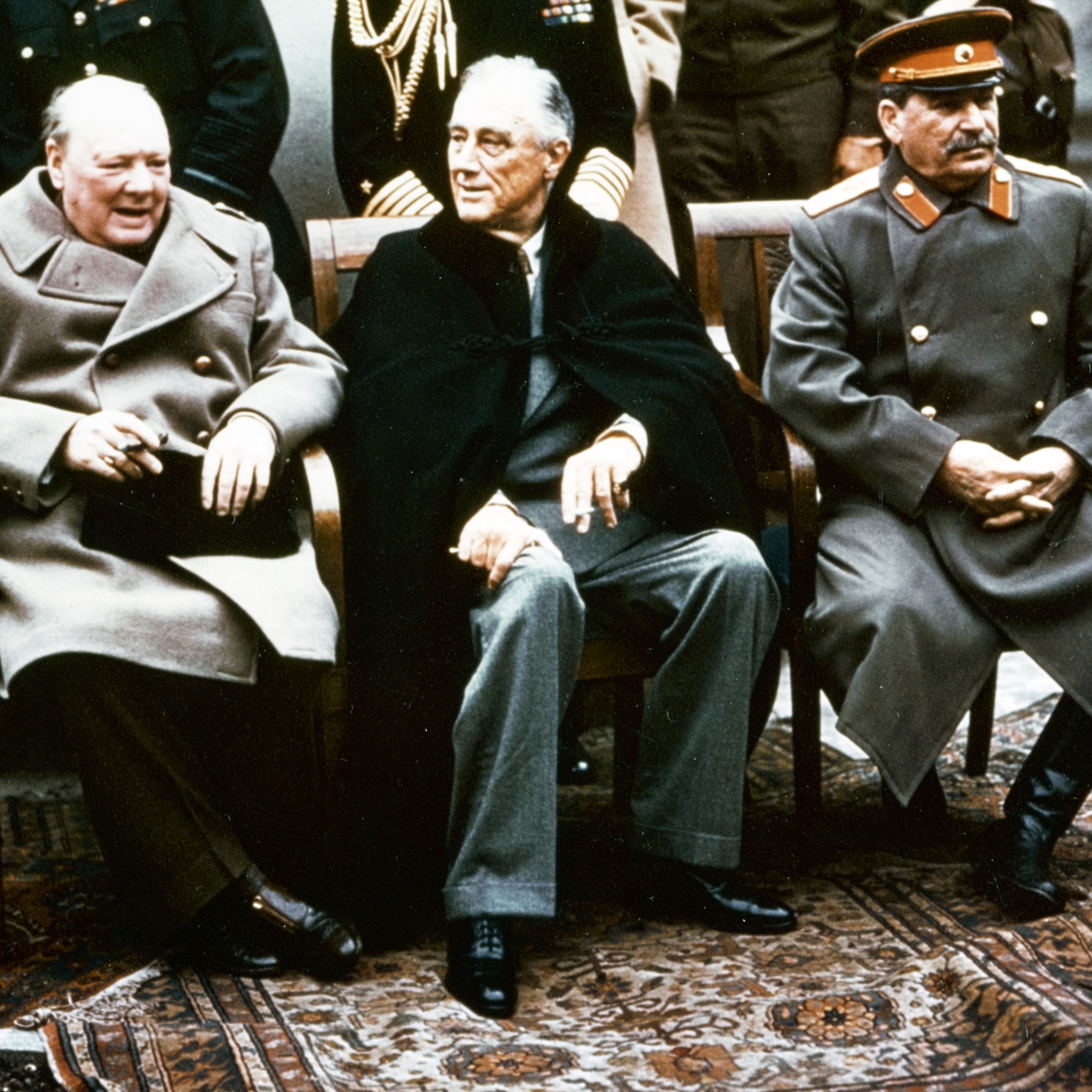
Konferencja w Jałcie w 1945 r. Winston Churchill, Franklin Roosevelt i Józef Stalin

Dwie wojny światowe i depresja ekonomiczna były najważniejszymi wydarzeniami pierwszej połowy XX w. I wojna światowa toczyła się od 1914 do 1918. Zaczęła się niedługo po tym, gdy arcyksiążę Franciszek Ferdynand został zabity w zamachu. Większość krajów europejskich przystąpiła do wojny, która toczyła się pomiędzy państwami ententy (Francja, Belgia, Serbia, Rosja, Wlk. Brytania, a później Włochy, Rumunia i Stany Zjednoczone) i państwami centralnymi (Austro-Węgry, Niemcy, Bułgaria i Imperium Osmańskie). Wojna pochłonęła około 40 milionów zabitych cywilnych i wojskowych. W latach 1914–1918 zmobilizowanych zostało około 60 milionów europejskich żołnierzy.
Częściowo z powodu porażek w wojnie, w 1917 w Rosji rozgorzała rewolucja październikowa. Austro-Węgry i Imperium Osmańskie upadły i rozpadły się na odrębne narody. Wiele innych państw zmieniło dotychczasowe granice. Traktat wersalski, który oficjalnie zakończył I wojnę światową w 1919, był surowy wobec Niemiec, które obarczono pełną odpowiedzialnością za wojnę i ciężkimi sankcjami.
Niestabilność ekonomiczna częściowo spowodowana długami zaciągniętymi w czasie I wojny światowej i niespłaconymi zobowiązaniami Niemiec wstrząsała Europą z końcem lat 20. i w latach 30. To i krach na giełdzie w Nowym Jorku w 1929 spowodowało ogólnoświatowy wielki kryzys. Dzięki kryzysom gospodarczym w Europie rozwijały się i dochodziły do władzy ruchy faszystowskie i nazistowskie.
Adolf Hitler zaczął rozszerzać Niemcy po dojściu do władzy w 1933. Zajął kolejno kraj Saary, Austrię, Kraj Sudetów, Czechy. Atak na Polskę 1 września 1939 rozpoczął II wojnę światową. Po szybkim zajęciu krajów Beneluksu, Danii i Norwegii, w czerwcu 1940 r. Niemcy zmusiły do kapitulacji Francję. Bitwa o Anglię stała się pierwszym niepowodzeniem w niemieckich operacjach wojennych. W 1941 Niemcy zwróciły się przeciw swojemu dotychczasowemu sowieckiemu sojusznikowi, dokonując ataku na Związek Radziecki. 7 grudnia 1941 niespodziewany atak Japonii na Pearl Harbor spowodował włączenie się Stanów Zjednoczonych do konfliktu jako sojusznika Imperium Brytyjskiego i pozostałych państw sprzymierzonych. Po wielkiej przegranej bitwie o Stalingrad w 1943 niemiecka ofensywa w ZSRR zamieniła się w ciągły odwrót. W 1944 wojska brytyjskie i amerykańskie przeprowadziły operację D-Day, dokonując lądowania we Francji i otwierając drugi front. Upadek Berlina w 1945 zakończył wojnę w Europie. II wojna światowa była największą i najbardziej niszczycielską w dziejach ludzkości, powodując śmierć 60 milionów ludzi, w tym zagładę 5-6 milionów Żydów.
I, a zwłaszcza II wojna światowa, spowodowały spadek znaczenia Europy Zachodniej na arenie międzynarodowej. Na konferencji w Jałcie dokonano zmian na politycznej mapie Europy, dzieląc ją na dwa bloki – państwa zachodnie i komunistyczny blok wschodni, oddzielone, jak to później nazwał Winston Churchill „żelazną kurtyną”. Stany Zjednoczone i państwa zachodnie utworzyły sojusz NATO, a później Związek Radziecki i państwa wschodnioeuropejskie Układ Warszawski. Dwa nowe supermocarstwa, Stany Zjednoczone i Związek Radziecki zaangażowały się w 50-letnią zimną wojnę, koncentrując się na zbrojeniach jądrowych. Jednocześnie dekolonizacja, która zaczęła się już po I wojnie światowej, stopniowo doprowadziła do niepodległości europejskich kolonii w Azji i Afryce. Reformy Michaiła Gorbaczowa w latach 80. i ruch solidarnościowy w Polsce przyspieszyły demontaż bloku wschodniego i koniec zimnej wojny. Po upadku Muru Berlińskiego w 1989 zakończył się podział Niemiec.
W latach powojennych nastąpił także proces integracji Europy. W 1952 rozpoczęła działalność Europejska Wspólnota Węgla i Stali. Traktaty rzymskie z 1957 ustanowiły pomiędzy sześcioma państwami zachodnioeuropejskimi Europejską Wspólnotę Gospodarczą, stawiając za cel ujednolicenie polityki gospodarczej i wspólny rynek oraz Europejską Wspólnotę Energii Atomowej, z celem wspierania pokojowego wykorzystania energii jądrowej. W 1967 systemy instytucjonalne EWG, Europejskiej Wspólnoty Węgla i Stali oraz Euratomu ostatecznie połączono w jeden system, zaczęto używać nieformalnej nazwy Wspólnota Europejska jako łącznego kreślenia dla trzech wspólnot. W 1993 ustanowiono – obejmującą trzy wspólnoty – Unię Europejską. W ramach UE utworzono m.in. Europejski Bank Centralny (1998)i wprowadzono euro (1999) jako wspólną walutę, początkowo dla 11 państw. Od lat 90., po zakończeniu zimnej wojny, zaczął się proces, który doprowadził do przyłączenia się do UE licznej grupy krajów środkowo – i wschodnioeuropejskich.

## Ludność
| Rok  | Ludność (w mln) | Rok  | Ludność (w mln) | Rok  | Ludność (w mln) |
| ---- | --------------- | ---- | --------------- | ---- | --------------- |
| 1000 | 42              | 1900 | 420             | 2005 | 728             |
| 1150 | 50              | 1950 | 547             | 2010 | 726             |
| 1300 | 73              | 1960 | 604             | 2015 | 740             |
| 1400 | 45              | 1970 | 656             | 2020 | 746             |
| 1750 | 140             | 1980 | 692             |      |                 |
| 1800 | 187             | 1990 | 721             |      |                 |
| 1850 | 266             | 2000 | 725             |      |                 |

Europa jest trzecią pod względem liczby ludności częścią świata z 746 milionami mieszkańców (2020), po Azji i Afryce. Udział Europejczyków w światowej populacji systematycznie się zmniejsza – w 2006 zaledwie 10,8%, podczas gdy od XVI wieku do lat 60. XX w. udział ten wynosił ok. 20% (maksimum – blisko 25% w 1900).

### Gęstość zaludnienia
Największa gęstość zaludnienia występuje w Monako (16 718 os./km²), Gibraltarze (4500 os./km²), a także na wyspach: Malcie (1261 os./km²) i Wyspach Normandzkich (774 os./km²). Spośród dużych krajów europejskich największą gęstość zaludnienia posiadają Holandia i Belgia, jest to odpowiednio 382 i 342 os./km². Najmniejsza gęstość zaludnienia występuje na norweskich wyspach Svalbard (0,05 os./km²), a z niepodległych krajów – na Islandii (poniżej 3 os./km²), a także w Norwegii i Finlandii.

### Języki

Języki Europy

Zdecydowana większość ludności Europy (ok. 93%) posługuje się językami z rodziny indoeuropejskiej. W tej rodzinie najliczniej używane są języki słowiańskie (m.in. rosyjski, polski i ukraiński), germańskie (zwłaszcza niemiecki i angielski) oraz romańskie (np. francuski, włoski i hiszpański). Pozostałe grupy języków indoeuropejskich używane są przez znacznie mniejsze populacje. Taką małą grupą są języki bałtyckie w których skład wchodzi język litewski i łotewski.
Poza językami indoeuropejskimi na terenie kontynentu istnieje kilkunastomilionowa grupa ludzi mówiąca językami z rodziny uralskiej (głównie języki ugrofińskie – węgierskim, estońskim oraz fińskim), kilkumilionowa używająca języków z rodziny ałtajskiej (głównie języki tureckie – zwłaszcza tureckiego i tatarskiego), kilkusettysięczna posługująca się językiem z rodziny semickiej (język maltański) oraz około milionowa posługująca się izolowanym językiem baskijskim.

### Religie
Od średniowiecza chrześcijaństwo było religią dominującą w większości krajów europejskich. W niektórych krajach jest oficjalną religią państwową (katolicyzm w Liechtensteinie, na Malcie, w Monako i Watykanie, prawosławie w Grecji, luteranizm w Danii, Islandii i Norwegii). Niektóre państwa w konstytucjach posiadają zapis o świeckim charakterze (Polska, Portugalia, Hiszpania, Francja, Rumunia i Turcja). W rzeczywistości nie ma większych różnic prawnych w zakresie wolności wyznania pomiędzy państwami w których jakieś wyznanie posiada status oficjalny a innymi, deklarującymi laickość oraz tymi, w których brak religii państwowej.

#### Religie etniczne
W Laponii i w położonym w granicach Rosji Nienieckim Okręgu Autonomicznym, wśród rdzennej ludności część populacji wyznaje religie rodzime.
Od lat 80. XX w. w większości krajów Europy istnieją także coraz liczniejsze grupy wyznawców religii nawiązujących do przedchrześcijańskich wyznań pogańskich.

#### Chrześcijaństwo

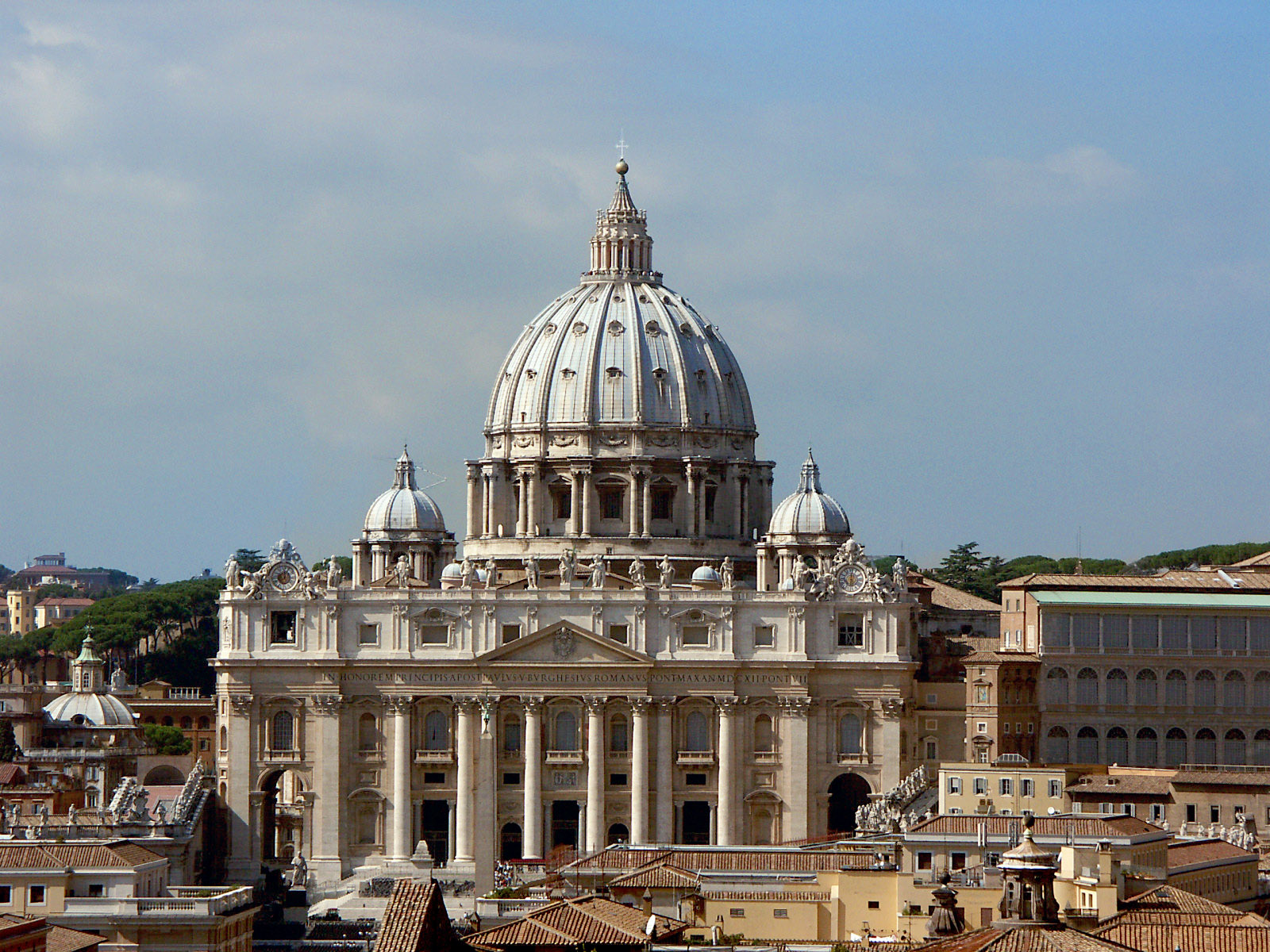
Bazylika św. Piotra w Watykanie

Większość mieszkańców Europy jest ochrzczonych w którymś z Kościołów chrześcijańskich: Kościołach katolickich, Kościołach protestanckich (zwłaszcza ewangelicko-augsburskim, anglikańskim i ewangelicko-reformowanym) i Kościołach prawosławnych.
Chrystianizacja Europy rozpoczęła się w I wieku n.e., do końca średniowiecza religia ta rozprzestrzeniła się na niemal cały kontynent (poza obszarami leżącymi na północno-wschodnimi krańcami kontynentu Mari El, Komi, Udmurcja itd.). W 1054 nastąpił rozłam, w wyniku którego chrześcijaństwo rozpadło się na dwie części rozwojowe: katolicyzm, który dominował na zachodzie, oraz prawosławie, dominujące na wschodzie. W pierwszej połowie XVI wieku nastąpiła reformacja, w wyniku której wyodrębniły się wyznania protestanckie. Wtedy też ustaliła się mapa wyznaniowa Europy, która w głównych zarysach przetrwała do dziś. Po I wojnie światowej w Związku Radzieckim rozpoczęto prowadzić politykę ateizacyjną, która po II wojnie światowej objęła także inne kraje Europy Środkowej i Wschodniej. Również w Europie Zachodniej po II wojnie światowej pojawiła się tendencja do odchodzenia od religii w ogóle lub spłycania postaw religijnych; przyczyny tego zjawiska były jednak odmienne niż na wschodzie. Tendencje sekularyzacyjne nasiliły się w latach 60. i zjawisko to postępuje nadal.
Obecnie w większości krajów Europy Wschodniej, a także większości krajów Półwyspu Bałkańskiego dominuje prawosławie. W Europie Północnej dominują wyznania protestanckie: w Skandynawii, Łotwie, Estonii oraz Niemczech (z wyjątkiem landów południowych i zachodnich) przeważa luteranizm; w Anglii i Walii – anglikanizm; zaś w Holandii (poza częścią południową), a także w Szkocji, wschodnich i zachodnich kantonach Szwajcarii i wschodnich regionach Węgier największy odsetek ludności wyznaje religie wywodzące się z kalwinizmu. W pozostałej części Europy, np. w Hiszpanii, Włoszech, Malcie, Polsce, Litwie czy Irlandii przeważa katolicyzm.
Istnieją także relatywnie niewielkie grupy wyznawców religii chrześcijańskich, głównie wywodzących się z protestantyzmu, np. zielonoświątkowcy, metodyści, adwentyści, baptyści i salwacjoniści oraz religii chrześcijańskich, które nie mieszczą się w tym tradycyjnym podziale wyznaniowym – są to m.in. Świadkowie Jehowy i mormoni.

#### Islam

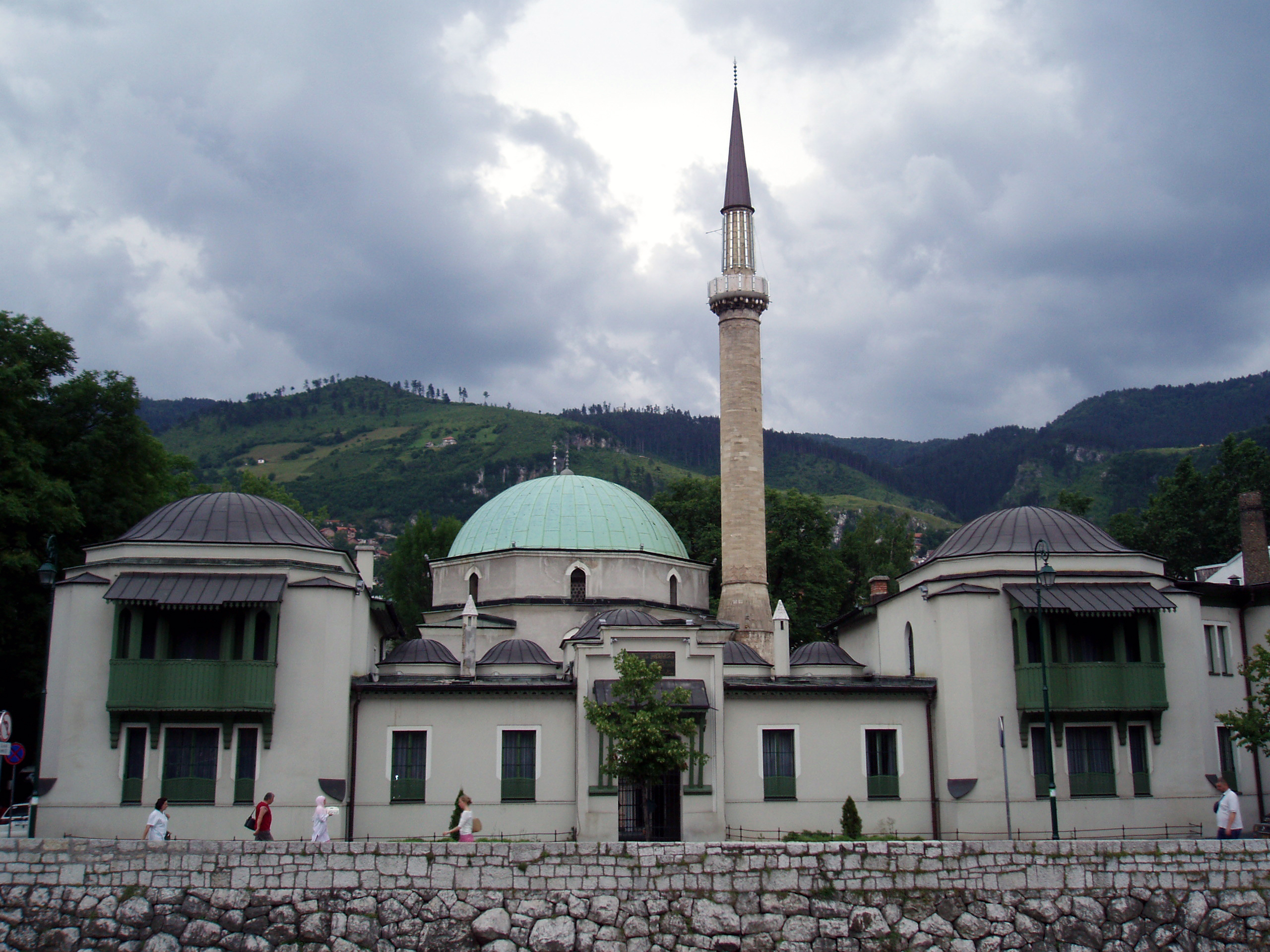
meczet w Sarajewie (Bośnia i Hercegowina)

Około 52–54 mln mieszkańców kontynentu wyznaje islam, co stanowi około 7–7,5% populacji europejskiej. Religia ta pojawiła się w Europie w VIII w. n.e. wraz z inwazją arabską w Hiszpanii, jednak od XV w. głównym skupiskiem europejskich muzułmanów były Bałkany.
Współcześnie wyznawcy tej religii zamieszkują głównie w Rosji (ok. 25 mln), a także na Bałkanach, zwłaszcza w europejskiej części Turcji (11 mln). Spośród państw położonych w całości w Europie krajem, w którym muzułmanie stanowią większość, jest Albania, z około 55–60% wszystkich wierzących. Ponadto wyznawcy islamu stanowią większość w częściach niektórych innych krajów: Bośni i Hercegowiny, gdzie stanowią 51% ogółu populacji, 95% populacji częściowo uznawanego Kosowa. Stanowią też większość ludności kilku rosyjskich republik autonomicznych takich jak: Czeczenia, Dagestan, Inguszetia, Kabardo-Bałkaria, Karaczajo-Czerkiesja, Baszkiria oraz Tatarstan. Poza tym w dużych miastach na terenie państw Europy Zachodniej żyje liczna diaspora muzułmańska, wywodząca się z krajów pozaeuropejskich. Spośród tych państw najwięcej wyznawców islamu żyje zwłaszcza we Francji (5,5–6 mln), Niemczech (3,3–3,5 mln), Wielkiej Brytanii (1,6–1,8 mln), Hiszpanii (1,3–1,5 mln), Włoszech (0,9–1 mln) i Holandii (0,8–1 mln).

#### Judaizm

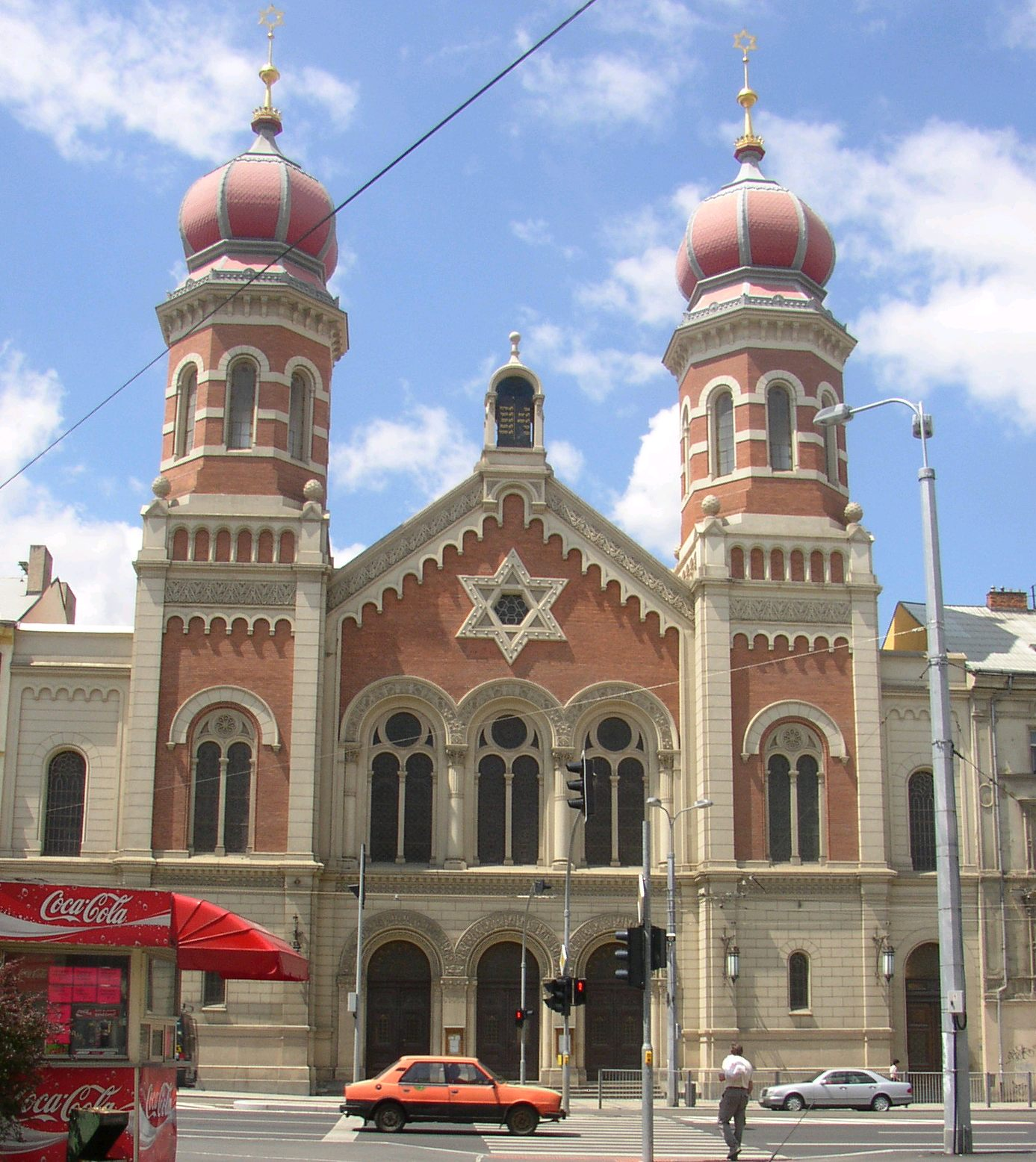
Synagoga w Pilźnie (Czechy)

Blisko 2 mln mieszkańców Europy wyznaje judaizm. Religia ta pojawiła się w Europie już w I w. n.e. Obecnie najwięcej spośród wyznawców judaizmu, bo ok. 600 tys. mieszka we Francji. Do II wojny światowej liczba żyjących na kontynencie europejskim żydów była znacznie wyższa i ok. 1939 r. wynosiła ok. 10–12 mln, a głównym skupiskiem wyznawców judaizmu były Polska, Czechosłowacja i Węgry. W wyniku holocaustu liczebność populacji żydowskiej spadła o ponad połowę, a w latach następnych zmniejszyła się jeszcze na skutek emigracji do Izraela.
Na Litwie (m.in. w okolicach Trok), Ukrainie (głównie na Krymie), a także w Polsce żyje w sumie kilka tysięcy wyznawców innej starej religii wywodzącej się z judaizmu – Karaimów.

#### Pozostałe wyznania

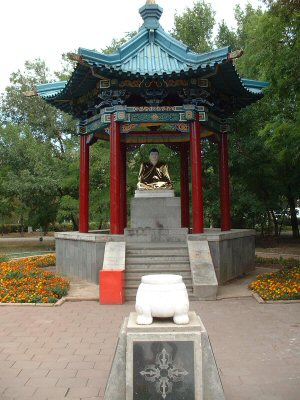
Kapliczka z posągiem Buddy w Eliście (rosyjska Kałmucja)

W dużych miastach Europy Zachodniej żyją także wyznawcy innych religii: buddyzmu, hinduizmu, sikhizmu, voodoo, rodzimych religii afrykańskich i innych. Wywodzą się oni głównie z imigrantów spoza Europy, aczkolwiek pewną część tej grupy ludności stanowią konwertyci europejskiego pochodzenia. Buddyzm występuje także w Kałmucji (blisko 52% populacji).

#### Bezwyznaniowość
Formalnie 17–18% Europejczyków nie należy do żadnego z Kościołów i innych związków wyznaniowych, choć odrzucających wiarę w Boga i deklarujących ateizm, agnostycyzm lub po prostu bezwyznaniowość jest około 1/3 populacji Europy. Najwięcej w Estonii (75%), na obszarze dawnej NRD (71–75%), w Czechach (68%), Szwecji (63–85%), Danii (53–69%), Norwegii (48–68%), Albanii (58–62%), Białorusi (45–49%), Rosji (39–48%), na Ukrainie (37–47%), na Łotwie (44%), w Holandii (42–46%), Belgii (39–45%), Luksemburgu (38–41%), Wielkiej Brytanii (35–44%), na Węgrzech (35–44%), w Finlandii (30–43%), Islandii (30–43%), Francji (32–42%), Bułgarii (34–40%) oraz w Słowenii (35–39%).

## Podział polityczny Europy
Polityczny podział Europy zmieniał się wielokrotnie w ciągu wieków. Także w wieku XX następowały w tym zakresie kilkukrotnie zmiany; największe ich nasilenie nastąpiło w latach 1918–1920, 1939–1945 oraz 1989–1992. Obecnie w Europie w całości lub częściowo leży 47 państw oraz 2 państwa de facto niepodległe. Od 1989 liczba państw wzrosła o 14.
| Państwa niepodległe                   | Państwa niepodległe       | Państwa niepodległe        | Państwa niepodległe |
| Państwo                               | Powierzchnia (w tys. km²) | Ludność (w tys.) (2008 r.) | Stolica             |
| ------------------------------------- | ------------------------- | -------------------------- | ------------------- |
| Albania                               | 28,7                      | 3620                       | Tirana              |
| Andora                                | 0,468                     | 83                         | Andora              |
| Austria                               | 83,9                      | 8206                       | Wiedeń              |
| Belgia                                | 30,5                      | 10404                      | Bruksela            |
| Białoruś                              | 207,6                     | 9686                       | Mińsk               |
| Bośnia i Hercegowina                  | 51,2                      | 4590                       | Sarajewo            |
| Bułgaria                              | 110,9                     | 7263                       | Sofia               |
| Chorwacja                             | 56,5                      | 4492                       | Zagrzeb             |
| Czarnogóra                            | 14,0                      | 678                        | Podgorica           |
| Czechy                                | 78,9                      | 10221                      | Praga               |
| Dania                                 | 43,1                      | 5485                       | Kopenhaga           |
| Estonia                               | 45,2                      | 1308                       | Tallinn             |
| Finlandia                             | 338,1                     | 5245                       | Helsinki            |
| Francja                               | 547,0                     | 62151                      | Paryż               |
| Grecja1)                              | 131,9                     | 10723                      | Ateny               |
| Hiszpania2)                           | 504,8                     | 40491                      | Madryt              |
| Holandia                              | 41,5                      | 16645                      | Amsterdam3)         |
| Irlandia                              | 70,3                      | 4156                       | Dublin              |
| Islandia                              | 103,0                     | 304                        | Reykjavík           |
| Kazachstan4) (tylko część europejska) | 370,4                     | 1300                       | Astana              |
| Liechtenstein                         | 0,2                       | 34                         | Vaduz               |
| Litwa                                 | 65,3                      | 3565                       | Wilno               |
| Luksemburg                            | 2,6                       | 486                        | Luksemburg          |
| Łotwa                                 | 64,6                      | 2245                       | Ryga                |
| Macedonia Północna                    | 25,3                      | 2061                       | Skopje              |
| Malta                                 | 0,316                     | 404                        | Valletta            |
| Mołdawia5)                            | 33,8                      | 4324                       | Kiszyniów           |
| Monako                                | 0,002                     | 33                         | Monako              |
| Niemcy                                | 357,0                     | 82370                      | Berlin              |
| Norwegia                              | 323,8                     | 4644                       | Oslo                |
| Polska                                | 312,7                     | 38501                      | Warszawa            |
| Portugalia 6)                         | 92,4                      | 10677                      | Lizbona             |
| Rosja 7) (tylko część europejska)     | 4425,4                    | 103200                     | Moskwa              |
| Rumunia                               | 237,5                     | 22247                      | Bukareszt           |
| San Marino                            | 0,061                     | 30                         | San Marino          |
| Serbia8)                              | 88,9                      | 10179                      | Belgrad             |
| Słowacja                              | 48,8                      | 5455                       | Bratysława          |
| Słowenia                              | 20,3                      | 2007                       | Lublana             |
| Szwajcaria                            | 41,3                      | 7582                       | Berno               |
| Szwecja                               | 450,0                     | 9045                       | Sztokholm           |
| Turcja 9) (tylko część europejska)    | 23,6                      | 12500                      | Ankara              |
| Ukraina                               | 603,7                     | 45994                      | Kijów               |
| Watykan                               | 0,0004                    | 0,8                        | Watykan             |
| Węgry                                 | 93,0                      | 9931                       | Budapeszt           |
| Wielka Brytania                       | 244,8                     | 60944                      | Londyn              |
| Włochy                                | 301,2                     | 58145                      | Rzym                |

| Państwa de facto niepodległe | Państwa de facto niepodległe | Państwa de facto niepodległe | Państwa de facto niepodległe | Państwa de facto niepodległe |
| Terytorium                   | Powierzchnia (w tys. km²)    | Ludność (w tys.)             | Stolica                      | Status |
| ---------------------------- | ---------------------------- | ---------------------------- | ---------------------------- | --- |
| Kosowo                       | 10,9                         | 2100                         | Prisztina                    | Państwo częściowo uznane na arenie międzynarodowej, pod protektoratem ONZ, według prawa międzynarodowego część Serbii               |
| Naddniestrze                 | 4,1                          | 555,5                        | Tyraspol                     | Państwo nieuznawane na arenie międzynarodowej, de facto kontrolujące swoje terytorium, według prawa międzynarodowego część Mołdawii |

| Terytoria autonomiczne i zależne | Terytoria autonomiczne i zależne | Terytoria autonomiczne i zależne | Terytoria autonomiczne i zależne | Terytoria autonomiczne i zależne   |
| Terytorium                       | Powierzchnia (w tys. km²)        | Ludność (w tys.) (2005 r.)       | Ośrodek administracyjny          | Status                             |
| -------------------------------- | -------------------------------- | -------------------------------- | -------------------------------- | ---------------------------------- |
| Gibraltar                        | 0,006                            | 28                               | nie posiada                      | terytorium zamorskie Wlk. Brytanii |
| Guernsey                         | 0,08                             | 65                               | Saint Peter Port                 | dependencje Korony brytyjskiej     |
| Jan Mayen                        | 0,4                              | 0                                | brak                             | część Norwegii                     |
| Jersey                           | 0,12                             | 90                               | Saint Helier                     | dependencje Korony brytyjskiej     |
| Svalbard                         | 62,0                             | 2                                | Longyearbyen                     | autonomiczna część Norwegii        |
| Wyspa Man                        | 0,6                              | 76                               | Douglas                          | dependencja Korony brytyjskiej     |
| Wyspy Alandzkie                  | 1,6                              | 30                               | Marianhamina                     | prowincja autonomiczna Finlandii   |
| Wyspy Owcze                      | 1,4                              | 48                               | Thorshavn                        | autonomiczna część Danii           |
| Gagauzja                         | 18,3                             | 157,2                            | Komrat                           | autonomiczna część Mołdawii        |

1) Wraz ze wschodnim skrawkiem kraju leżącym w Azji

2) Wraz z Wyspami Kanaryjskimi i posiadłościami afrykańskimi

3) Siedzibą rządu jest Haga

4) Wraz z częścią azjatycką – 2717,3 tys. km² i 14 758 tys. mieszkańców

5) Wraz z Naddniestrzem, de facto niepodległym oraz Gagauzją

6) Wraz z Maderą i Azorami

7) Wraz z częścią azjatycką – 17 075,4 tys. km² i 144 003 tys. mieszkańców

8) Wraz z Kosowem, de facto niepodległym

9) Wraz z częścią azjatycką – 779,4 tys. km² i 70 780 tys. mieszkańców

Niekiedy za częściowo leżące na kontynencie europejskim uważa się też państwa kaukaskie, Gruzję i Azerbejdżan.
Wyspa Cypr nie należy do Europy pod względem geograficznym. Określanie państwa Cypr mianem kraju europejskiego może być uzasadnione jedynie względami politycznymi, np. jego przynależnością do Unii Europejskiej.

### Struktury polityczne
Europa Północna
     Europa Wschodnia
     Europa Zachodnia
     Europa Południowa

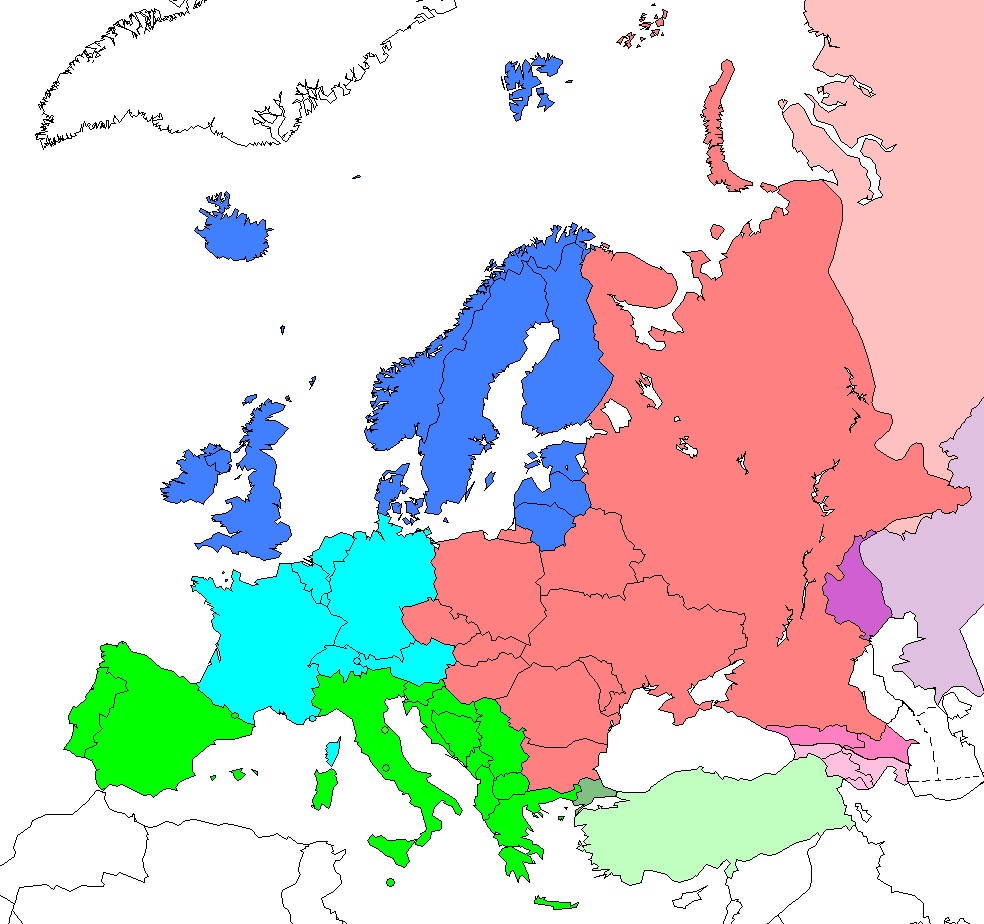
Wielkie regiony Europy, według klasyfikacji statystycznej ONZ:
Europa Północna
Europa Wschodnia
Europa Zachodnia
Europa Południowa

Największą strukturą polityczną na terenie Europy jest Unia Europejska, w skład której wchodzi 27 państw europejskich.
Prawie wszystkie kraje europejskie są członkami Rady Europy.

## Kultura
Kultura w Europie rozwijała się niezależnie od siebie w poszczególnych rejonach kontynentu, jednak w starożytności najwyższy poziom (włącznie z zastosowaniem pisma) osiągnęła ona w rejonie Morza Śródziemnego.
W średniowieczu, wraz z postępami chrześcijaństwa rodzime kultury ludów germańskich i słowiańskich przyswajały sobie liczne elementy kultury śródziemnomorskiej, co wytworzyło pewne poczucie wspólnoty kulturowej państw chrześcijańskich, której głównymi elementami jednoczącymi były religia i język literacki (łacina).
Kultura poszczególnych krajów składa się z licznych elementów nakładających się na siebie, które w konsekwencji wytworzyły różniące się między sobą kultury poszczególnych krajów, a nawet ich części. Na rodzimą kulturę plemion zamieszkujących dany obszar w minionych epokach historycznych, w starożytności i wczesnym średniowieczu nałożyły się wpływy rzymskie i greckie oraz hebrajskie (po przetworzeniu ich w duchu rzymskim i greckim). W wiekach następnych kultury poszczególnych krajów wpływały na siebie (silny wpływ w Europie środkowej wywarła zwłaszcza kultura niemiecka); poza tym na niektóre części kontynentu wpływ miały kultury krajów pozaeuropejskich (kultura arabska i islamska na Półwyspie Iberyjskim i Bałkanach).
Wzajemne różnice powodują, iż kulturze europejskiej jako o pewnej jedności można mówić jedynie w opozycji do innych kultur (np. kultury muzułmańskiej, chińskiej lub indyjskiej), gdyż często różnice w tym zakresie pomiędzy poszczególnymi częściami kontynentu są duże, i w konsekwencji kulturze angielskiej bliżej do kultury amerykańskiej niż hiszpańskiej, którą z kolei liczne więzi łączą z kulturą Ameryki Łacińskiej.
Jednocześnie kultura europejska, jakkolwiek niejednolita, stanowi pewien punkt odniesienia dla badania całości dziejów kultury: to w Europie wytworzyły się stosowane obecnie podziały dziejów literatury czy architektury na poszczególne epoki np. średniowiecze czy renesans.

### Sztuka

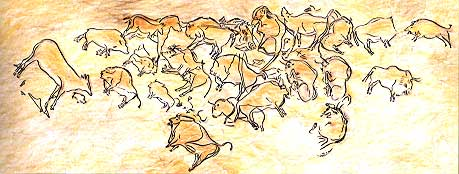
Malowidło naskalne w jaskini Altamira – przykład sztuki prehistorycznej

Najstarsze znalezione w Europie ślady działalności człowieka określane mianem sztuki mają kilkadziesiąt tysięcy lat i są nimi rzeźby odkryte w pobliżu dawnych obozowisk ludzkich, a także młodsze, bo sprzed kilkunastu tysięcy lat, malowidła naskalne w jaskiniach (m.in. w Salève i Chaffaund we Francji, Thayngen w Szwajcarii, Altamira w Hiszpanii, w Lascaux we Francji). Najstarsze malowidła są przedstawieniami zoomorficznymi, a przyczyna ich powstania jest nieznana. Znaleziska te określa się zbiorczym mianem sztuki prehistorycznej.

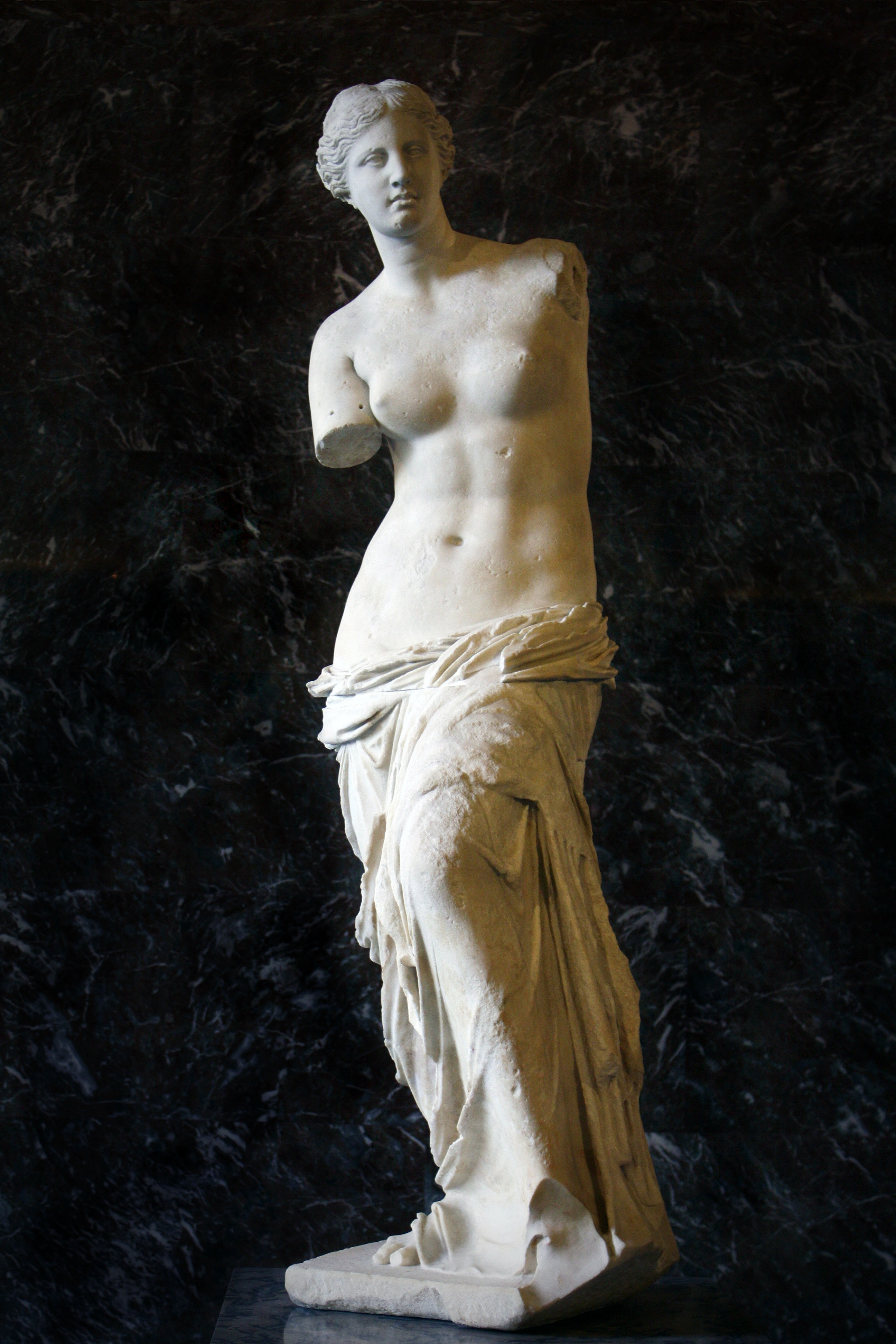
Wenus z Milo – przykład sztuki starożytnej Grecji

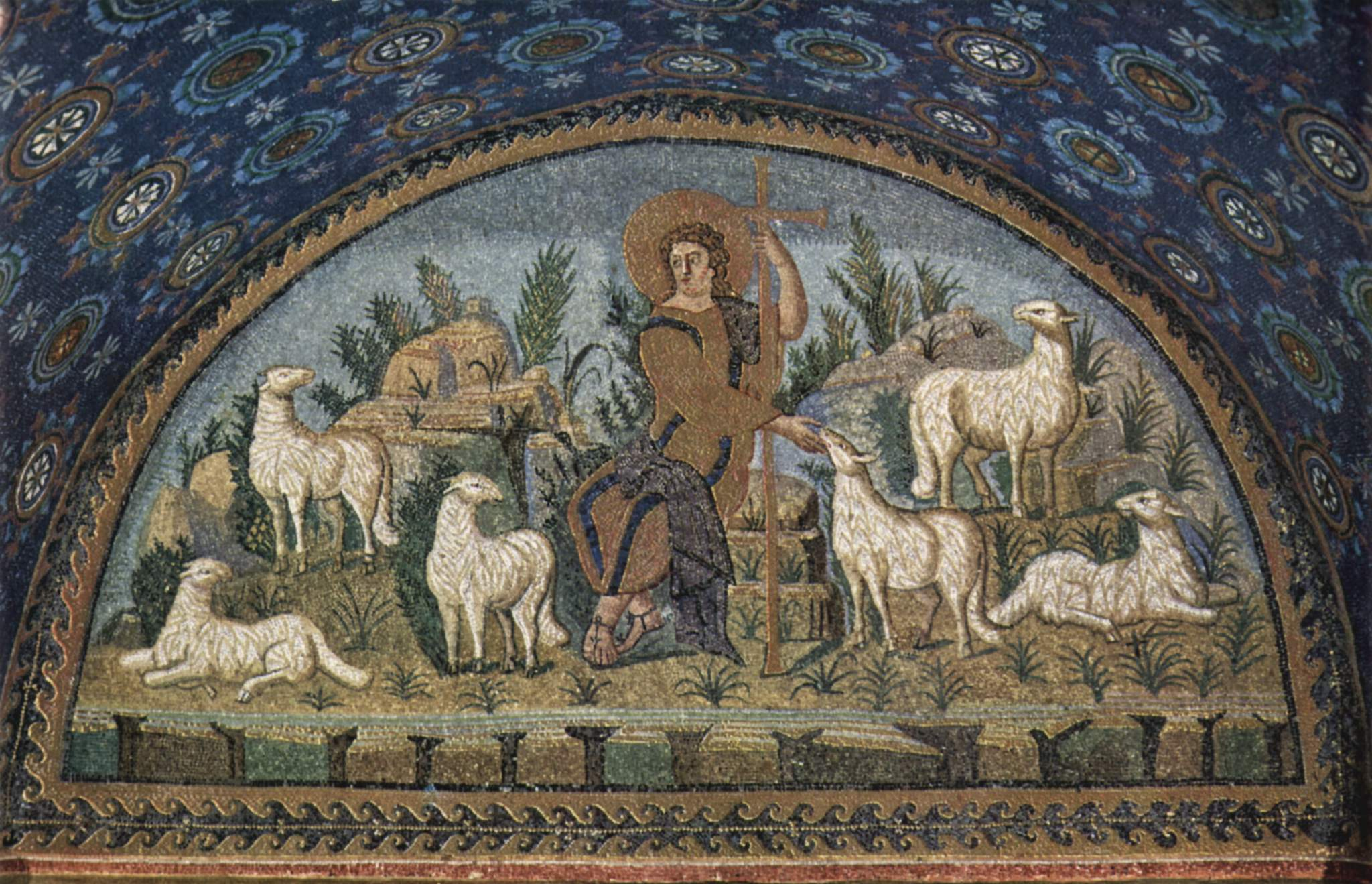
Chrystus dobry pasterz – malowidło w Rawennie – przykład sztuki starochrześcijańskiej

Od III tys. p.n.e. w poszczególnych częściach kontynentu zaczęła pojawiać się sztuka w postaci znacznie bardziej rozwiniętej, zaś najwcześniej (ok. 3000 r. p.n.e.) nastąpiło to na wyspach Morza Egejskiego (kultura i sztuka minojska). W wiekach następnych, częściowo pod jej wpływem rozwinęły się inne kultury, które z powodu niskiego poziomu wzajemnych kontaktów wytworzyły odrębne style w sztuce (m.in. kultura mykeńska). Od 2. poł. II tys. p.n.e. można jednak mówić o wspólnym dla całego obszaru starożytnej Grecji kierunku sztuki. W okresie późniejszym nastąpił też rozwój sztuki w innych częściach kontynentu położonych na wybrzeżu Morza Śródziemnego, m.in. sztuki etruskiej na Półwyspie Apenińskim. Od V wieku rozwijała się sztuka starożytnego Rzymu, która na początku naszej ery dominowała już w całym obszarze śródziemnomorskim, zarówno w Europie, jak w Azji i w Afryce. W tym samym czasie w Europie północnej i wschodniej zamieszkujące ten obszar ludy wytworzyły własną sztukę, stojącą jednak na znacznie niższym poziomie.

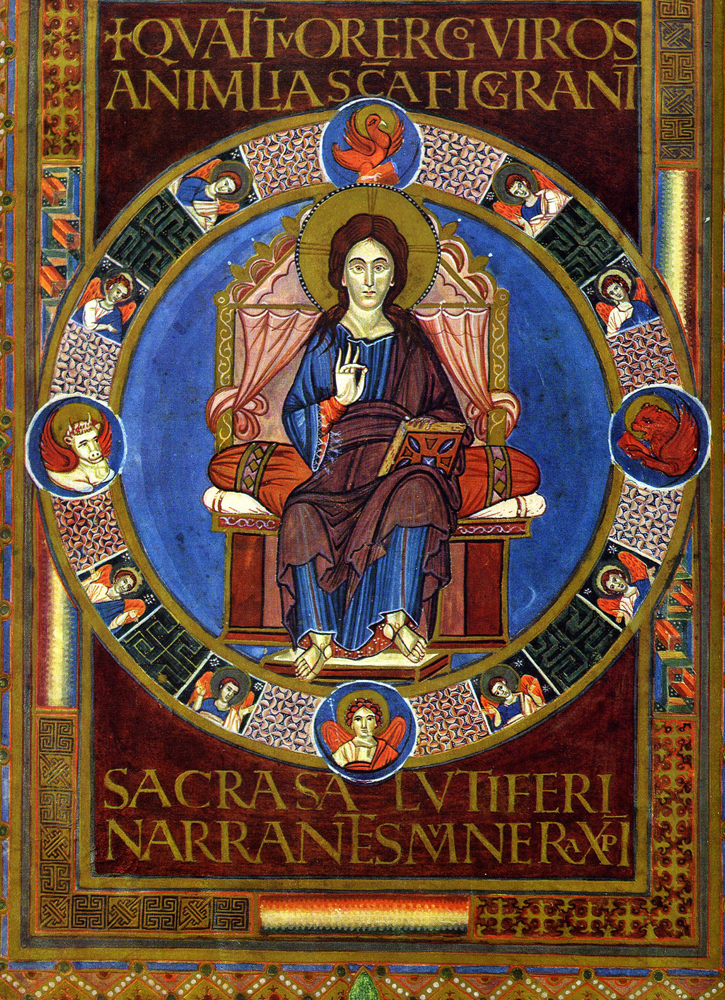
Miniatura karolińska

W latach następnych, w wyniku postępującej chrystianizacji kontynentu, stopniowo cała Europa zaczęła tworzyć pewną jedność kulturową, stąd powstające nowe style w sztuce rozpowszechniały się stopniowo na całym niemal kontynencie, przy czym regułą było, iż kolejno następujące po sobie style w sztuce rodziły się na zachodzie, zaś do Europy Środkowej i Wschodniej docierały z opóźnieniem, początkowo kilkusetletnim, potem kilkudziesięcioletnim.
Poniżej wymieniono poszczególne, następujące po sobie style w sztuce europejskiej, bez ich omawiania. Należy pamiętać, iż daty graniczne dominowania danego kierunku są płynne i orientacyjne, i gdy w jednych krajach obowiązywał już nowy styl, inne tworzyły według reguł z poprzedniej epoki (np. w Anglii bardzo długo utrzymywały się tradycje gotyku). Ponadto należy pamiętać, iż w ramach jednego stylu istniały odrębności pomiędzy poszczególnymi krajami. Niektóre kraje wytworzyły własne style w sztuce, nie wymienione tutaj, gdyż obowiązywały jedynie lokalnie (np. sztuka mozarabska na Półwyspie Iberyjskim).
Wymienione niżej style w sztuce nie dotyczą obszarów Europy południowo-wschodniej, tam bowiem od końca IV w. do XV w. obowiązywała sztuka bizantyjska.

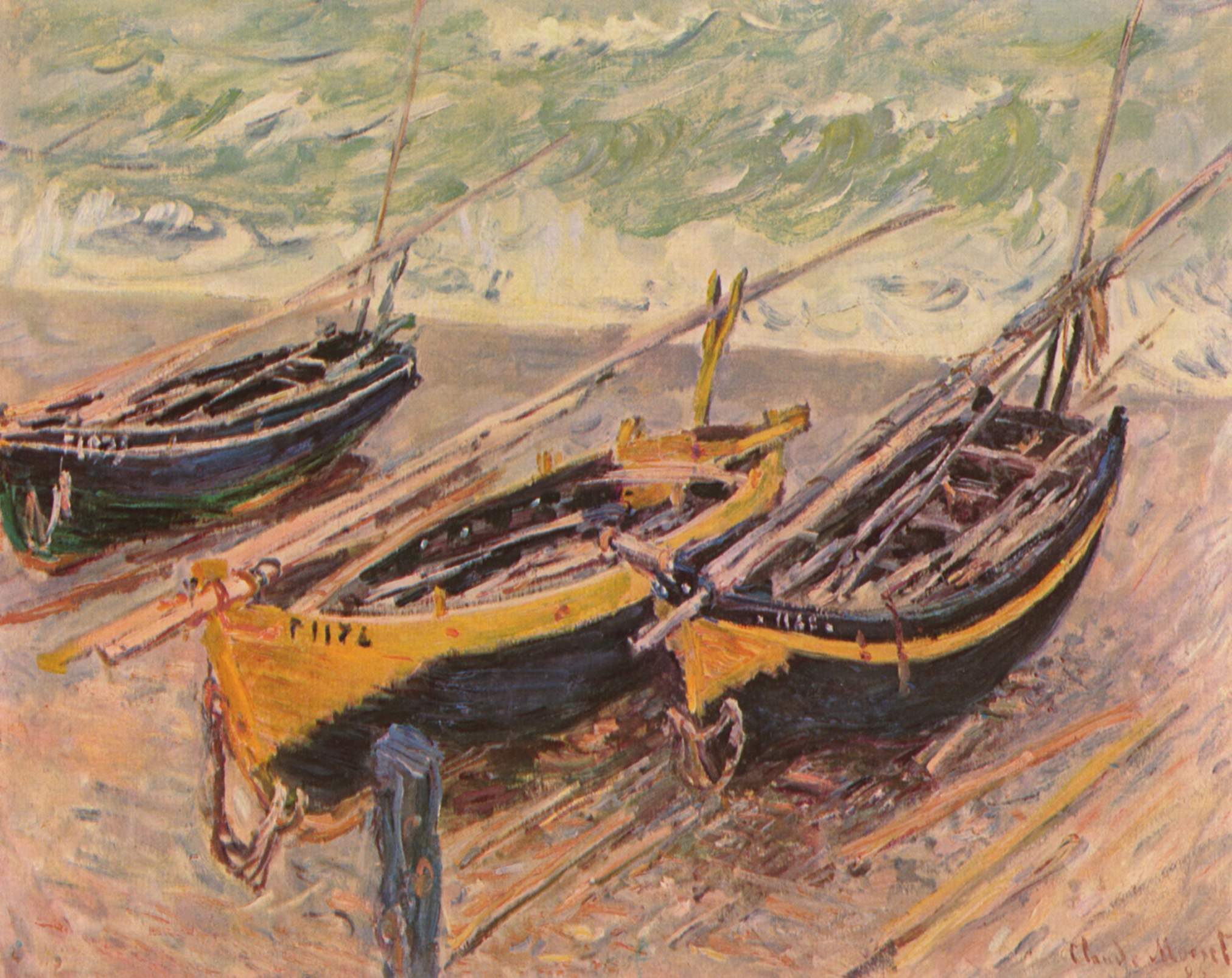
Przykład malarstwa impresjonistycznego (obraz Claude’a Moneta)

Główne kierunki w sztuce europejskiej V–XIX w.:
sztuka wczesnochrześcijańska – IV–VII w.
sztuka karolińska – IX–X w.
sztuka przedromańska – X w.
sztuka romańska – X–XIII w.
gotyk – XII–XIII w. (w Anglii do XVII w.)
renesans – XV–XVI w.
manieryzm – 2. poł. XVI w.
barok – ok. 1600-1770
rokoko – ok. 1720-1770
klasycyzm – ok. 1760-1830
romantyzm – ok. 1790-1840
historyzm – ok. 1750-1850
realizm – ok. 1830-1870
impresjonizm – ok. 1860-1900
neoimpresjonizm – ok. 1885-1900
postimpresjonizm – ok. 1886-1905
W okresie późniejszym (XX wiek) następujące po sobie zmiany kierunków w sztuce były tak częste, a zarazem liczba jednocześnie obowiązujących stylów tak duża i tak powiązana z kierunkami preferowanymi w innych częściach świata (głównie w Ameryce), iż trudno mówić o jakichś konkretnych kierunkach w sztuce europejskiej (zjawisko to można zaobserwować już pod koniec XIX wieku), stąd wymienienie XX-wiecznych trendów w sztuce znajduje się w innych artykułach (m.in. historia sztuki)

### Muzyka
Niezależnie od ogólnych trendów występujących na kontynencie, muzyka poszczególnych krajów rozwijała się odrębnymi drogami, ulegając wpływom ludów sąsiednich, zarówno europejskich, jak i pochodzących z innych kręgów kulturowych (zwłaszcza Bliskiego Wschodu), zaś opisany podział na epoki i ich charakterystyka dotyczy spraw ogólnych. Należy także pamiętać, że obok głównego nurtu, popularnego w kręgach dworskich i kościelnych, szerokie masy społeczeństwa tworzyły muzykę ludową, która tylko w niewielkim stopniu da się sklasyfikować w poniższym podziale.
Muzyka starożytna znana jest słabo. Źródła archeologiczne wskazują na znajomość przez ówczesne społeczeństwa licznych rodzajów instrumentów muzycznych. W starożytności muzykę europejską charakteryzowała monodyczność. Wykształciły się systemy tonalne i notacje muzyczne. Ważną cechą było współgranie śpiewu, słowa i tańca. Muzyka odgrywała istotną rolę w obrzędach religijnych.
Od ok. 300 r. zasadniczy nurt muzyki na kontynencie związany był z liturgią chrześcijańską. Wykształcił się jednogłosowy chorał gregoriański. Od wczesnego średniowiecza w muzyce europejskiej istniały psalmy, hymny kościelne. Z czasem pojawiła się wielogłosowość. Od pełnego średniowiecza istniały także jednogłosowe (rzadziej wielogłosowe) pieśni świeckie, często o charakterze dworskim, śpiewanie m.in. przez trubadurów, truwerów i minnesingerów; z tym typem muzyki wiążą się takie rodzaje utworów jak ballada, rondo, virelai, madrygał, caccia.
Do zapisu utworów stosowana była notacja neumatyczna, oraz modalna i menzuralna.
Twórcami z tego okresu byli m.in. Notker Balbulus, Alfons X Mądry, Adam de la Halle
O okresie renesansu, od połowy XV wieku, rozwijała się polifonia. Częstymi typami utworów były religijne utwory jak msze i motety, oraz świeckie: madrygał, frottola, canzona, chanson itd. Rozkwit muzyki wokalnej (w dużej części a capella) trwał przez cały wiek XVI. Przykładowymi twórcami z tego okresu byli m.in. Adrianus Petit Coclico, Giovanni Pierluigi da Palestrina, Orlando di Lasso, Josquin des Prés. Nastąpił także rozwój muzyki instrumentalnej, której formami były m.in. preludium, toccata, ricercar, canzona, wariacje, suity.
W baroku nastąpił rozwój monodii. Rozwijała się opera, system tonalny dur-moll; pojawiły i rozwinęły się: belcanto, oratorium, kantata. W okresie późniejszym opera podzieliła się na operę seria i operę buffa. Rozwijała się muzyka instrumentalna. Ważnymi rodzajami ówczesnej muzyki były m.in. preludium, ricercar, toccata, fuga, suita. W końcowym okresie barok wykształcił się tzw. styl koncertujący, reprezentowany np. przez concerto grosso i koncert solowy. Najbardziej znanym twórcami barokowymi są m.in. Jean-Baptiste Lully, Antonio Vivaldi, J.S. Bach, G.F. Händel, Giovanni Battista Pergolesi itd.
Kolejną epoką był klasycyzm, który rozpoczął się na początku XVIII wieku. W okresie tym nastąpił dalszy rozwój znanych już odmian muzycznych, a także wykształciło się kilka nowych. Ugruntowała się homofonia, rozwój przeżywała muzyka instrumentalna. Najbardziej znanymi twórcami byli m.in. Carl Maria von Weber, Gaetano Donizetti oraz tzw. klasycy wiedeńscy: Wolfgang Amadeus Mozart, Franz Joseph Haydn i Ludwig van Beethoven.
Romantyzm istniejący w pierwszej połowie XIX wieku inspirował się w dużej mierze tematyką ludową, baśniową i mitologiczną. W zakresie formy istniały bardzo różne typy utworów, pojawiły się także nowe, jak pieśń, miniatura instrumentalna. Kompozytorzy owego okresu to m.in. Franz Schubert, Robert Schumann, Michaił Glinka, Johann Strauss (ojciec), Felix Mendelssohn-Bartholdy,
Fryderyk Chopin. Do mistrzostwa doszła wirtuozeria instrumentalna, w której to dziedzinie zasłynęło zwłaszcza nazwisko Niccolò Paganiniego.
Po romantyzmie nastąpił neoromantyzm. Zasadniczo był on kontynuacją poprzedniej epoki. Istniało wiele form muzycznych, a także pojawiły się nowe kierunki, spośród których największą popularność zdobył dramat muzyczny. W okresie tym tworzyli m.in. Modest Musorgski, Piotr Czajkowski, Antonín Dvořák, Edvard Grieg, Stanisław Moniuszko, Ferenc Liszt, Giuseppe Verdi, Richard Wagner, Johann Strauss (syn), Henryk Wieniawski, Georges Bizet, Nikołaj Rimski-Korsakow, Bedřich Smetana.
Okres XX wieku, aż do teraz można określić mianem rozwoju muzyki współczesnej, przez muzykologów określanej jako muzyka „modernistyczna” lub „nowoczesna”. W drugiej połowie XX wieku rozwój technologii spowodował powstanie muzyki elektronicznej, a także innych form muzycznych obecnych do dzisiaj. Do najbardziej znanych współczesnych artystów muzycznych można zaliczyć takie zespoły jak The Beatles, szczególnie popularny w latach 60. XX wieku, a także ABBA, Boney M., Eurythmics, Duran Duran, Modern Talking, Bad Boys Blue czy Depeche Mode. Najbardziej znanymi oraz wpływowymi artystami reprezentującymi szeroko pojęty rock są The Rolling Stones, The Who, Pink Floyd, Genesis, Queen, Eric Clapton, David Bowie, Elton John, Rod Steward, U2, Dire Straits, The Police czy reprezentujący cięższe oblicze gatunku Led Zeppelin, Black Sabbath, Deep Purple, Iron Maiden, Def Leppard, The Scorpions oraz Rammstein.

## Główne okręgi przemysłowe Europy
Okręg Północny we Francji
- obejmuje: aglomerację Lille-Roubaix-Tourcoing oraz miejscowości przyległe
- utworzony na bazie: węgla kamiennego oraz lnu
- główne gałęzie przemysłu: przemysł wydobywczy, metalurgiczny, elektromaszynowy – metalowy i maszynowy (maszyn włókienniczych oraz górniczych), włókienniczy, chemiczny (w tym petrochemiczny, farmaceutyczny, włókien syntetycznych), spożywczy

Okręg Nadrenii Północnej-Westfalii w Niemczech
- największy okręg przemysłowy Europy
- obejmuje: Essen, Duisburg, Oberhausen, Dortmund, Bochum, Düsseldorf, Kolonię, Wesseling, Leverkusen, Gelsenkirchen
- utworzony na bazie: węgla kamiennego, brunatnego, cynku i ołowiu oraz soli kamiennej
- główne gałęzie przemysłu: hutnictwo żelaza (żelazo sprowadzane z Siegen) metali nieżelaznych, elektromaszynowy (maszyny dla górnictwa, hutnictwa, taboru kolejowego, zbrojenia, elektrotechniczny, elektroniczny, precyzyjny), chemiczny (głównie petrochemiczny, farmaceutyczny)

Górnośląski Okręg Przemysłowy
- obejmuje: Katowice, Gliwice, Dąbrowę Górniczą, Chorzów, Tarnowskie Góry, Piekary Śląskie, Zabrze, Bytom, Jaworzno i inne
- utworzony na bazie: węgla kamiennego i rud cynku oraz ołowiu
- główne gałęzie przemysłu: hutnictwo żelaza i metali nieżelaznych, elektromaszynowy (metalowy, obrabiarkowy, zbrojeniowy, środków transportu, kabli, silników elektrycznych), lekki, spożywczy, mineralny (materiałów budowlanych)

Donieckie Zagłębie Węglowe w Ukrainie
- obejmuje: Donieck, Jenkijewo, Kramatorsk, Charków, Gorłówkę, Słowiańsk, Pierwomajsk, Szachty
- utworzony na bazie: rtęci, soli kamiennej, węgla koksującego i antracytu
- główne gałęzie przemysłu: hutnictwo żelaza (żelazo sprowadzane z Krzywego Rogu) i metali nieżelaznych, chemiczny (produkcja nawozów azotowych i sody), elektromaszynowy (produkcja urządzeń dla hutnictwa i górnictwa, taboru kolejowego, obrabiarek, maszyn budowlanych, czołgów i traktorów), lekki, spożywczy.